# Vaskularne biljke
Vaskularne biljke (traheofiti; lat. Tracheophyta), biljna divizija u infracarstvu Streptophyta. Unutar carstva Plantae, vaskularne biljke predstavljaju značajan odjel koji uključuje preko 90% svih biljnih vrsta. Klasificiraju se u dvije velike skupine: biljke sjemenjače (Spermatophyta), koje proizvode sjeme, i biljke bez sjemenki (papratnjače ili Pteridophyta), poput paprati i likopoda koje se razmnožavaju putem spora. Ova raznolika skupina prikazuje nevjerojatan niz oblika, struktura i prilagodbi koje su im omogućile da napreduju u različitim staništima diljem svijeta.. 

## Etimologija
Izraz Tracheophyta dolazi od grčkih riječi "trachea", što znači "cijev", i "phyta", što znači "biljka". Ovo ime odražava definirajuću karakteristiku vaskularnih biljaka: njihove cjevaste strukture koje olakšavaju transport esencijalnih tvari, slično načinu na koji krvne žile rade na cirkulaciji krvi. 

## Fizičke karakteristike
Vaskularne biljke se razlikuju po razvoju vaskularnih tkiva, i to:
- Ksilem: odgovoran za transport vode i minerala apsorbiranih iz tla.
- Floem: odgovoran za transport šećera proizvedenih tijekom fotosinteze.

Ove specijalizirane stanice omogućuju vaskularnim biljkama da narastu više i prežive u različitim okruženjima, za razliku od nevaskularnih biljaka koje su općenito manje. Osim vaskularnih tkiva, mnoge vaskularne biljke posjeduju korijenje, stabljike i lišće, što ih razlikuje od njihovih nevaskularnih rođaka.

## Prepoznatljive osobine
Prepoznavanje vaskularnih biljaka često uključuje prepoznavanje nekoliko ključnih obilježja:
- Strukture grananja: Mnoge vaskularne biljke posjeduju složene obrasce grananja koji pomažu u maksimalnom hvatanju sunčeve svjetlosti za fotosintezu.
- Morfologija lišća: Listovi mogu jako varirati, od širokih i ravnih do igličastih, ovisno o vrsti i staništu.
- Korijenski sustav: Korijenje može biti plitko ili duboko, prilagođeno učinkovitom skupljanju vode i hranjivih tvari iz tla.
- Oblici rasta: Vaskularne biljke mogu varirati od zeljastih oblika (nedrvenastih) poput divljeg cvijeća do drvenastih oblika poput hrastova i borova.[1]

## Ekološki značaj
Ekološka uloga vaskularnih biljaka je neizostavna. Oni doprinose:
- Proizvodnja kisika: putem fotosinteze, vaskularne biljke proizvode kisik koji je vitalan za sav aerobni život.
- Opskrba hranom: oni su temelj hranidbenih mreža, služeći kao primarni proizvođači za biljojede, koji zauzvrat podržavaju mesojede.
- Formiranje tla: Biljke doprinose zdravlju tla dodavanjem organske tvari i sprječavanjem erozije pomoću svojih korijenskih sustava.
- Odvajanje ugljika: apsorbiraju ugljični dioksid iz atmosfere, pomažući u ublažavanju klimatskih promjena.[1]

## Opis
Vaskularna biljka, također nazvana traheofit, je bilo koja od nekih 260 000 vrsta biljaka s vaskularnim sustavom, uključujući svu vidljivu floru Zemlje danas. Vaskularne biljke imaju neke prilagodbe koje im pomažu da prežive. Prekrivene su voštanim slojem, odnosno kutikulom koja zadržava vodu. Također imaju stomate ili pore koje im pomažu u usisavanju i ispuštanju plinova poput ugljičnog dioksida i kisika. Žilni sustav biljaka sastoji se od ksilema, koji se uglavnom bavi provođenjem vode i otopljenih minerala, i floema, koji uglavnom funkcionira u provođenju hrane, poput šećera. Njihovo korijenje uzima vodu i hranjive tvari iz tla i učvršćuje ih za tlo. Stabljike prenose vodu i hranjive tvari do lišća biljke, a lišće hvata sunčevu svjetlost potrebnu biljci za fotosintezu.

## Razredi i redovi
- Cycadopsida
  - Cycadales
- Equisetopsida C. Agardh
  - Equisetales
- Ginkgoopsida
  - Ginkgoales
- Gnetopsida Thomé
  - Ephedrales
  - Gnetales
  - Welwitschiales
- Liliopsida
  - Acorales
  - Alismatales
  - Arecales
  - Asparagales
  - Commelinales
  - Dioscoreales
  - Liliales
  - Pandanales
  - Petrosaviales
  - Poales
  - Zingiberales
- Lycopodiopsida Bartl.
  - Isoetales
  - Lycopodiales
  - Selaginellales
- Magnoliopsida
  - Amborellales
  - Apiales
  - Aquifoliales
  - Asterales
  - Austrobaileyales
  - Berberidopsidales
  - Boraginales
  - Brassicales
  - Bruniales
  - Buxales
  - Canellales
  - Caryophyllales
  - Celastrales
  - Ceratophyllales
  - Chloranthales
  - Cornales
  - Crossosomatales
  - Cucurbitales
  - Dilleniales
  - Dipsacales
  - Ericales
  - Escalloniales
  - Fabales
  - Fagales
  - Garryales
  - Gentianales
  - Geraniales
  - Gunnerales
  - Huerteales
  - Icacinales
  - Lamiales
  - Laurales
  - Magnoliales
  - Malpighiales
  - Malvales
  - Metteniusales
  - Myrtales
  - Nymphaeales
  - Oxalidales
  - Paracryphiales
  - Picramniales
  - Piperales
  - Proteales
  - Ranunculales
  - Rosales
  - Santalales
  - Sapindales
  - Saxifragales
  - Solanales
  - Trochodendrales
  - Vahliales
  - Vitales
  - Zygophyllales
- Marattiopsida Doweld
  - Marattiales
- Pinopsida
  - Pinales
- Polypodiopsida Cronquist, Takht. & Zimmerm.
  - Cyatheales
  - Gleicheniales
  - Hymenophyllales
  - Osmundales
  - Polypodiales
  - Salviniales
  - Schizaeales
- Psilotopsida D. H. Scott
  - Ophioglossales
  - Psilotales

## OdjeljakPteridophyta– papratnjače

### EquisetopsidaC. Agardh– presličovnice
- Equisetales
  - Equisetaceae:  Equisetum

### LycopodiopsidaBartl.– crvotočnice
- Isoetales
  - Isoetaceae: Isoetes
- Lycopodiales
  - Lycopodiaceae: Austrolycopodium, Diphasiastrum, Huperzia, Lycopodiella, Lycopodium, Palhinhaea, Phlegmariurus, Phylloglossum, Pseudolycopodiella
- Selaginellales
  - Selaginellaceae: Selaginella

### MarattiopsidaDoweld
- Marattiales
  - Marattiaceae: Angiopteris, Christensenia, Danaea, Eupodium, Marattia, Ptisana

### PsilotopsidaD. H. Scott
- Ophioglossales
  - Ophioglossaceae: Botrychium, Cheiroglossa, Helminthostachys,  Mankyua, Ophioglossum
- Psilotales
  - Psilotaceae: Psilotum, Tmesipteris

### PolypodiopsidaCronquist, Takht. & Zimmerm. – papratnice
- Cyatheales
  - Cibotiaceae
  - Culcitaceae
  - Cyatheaceae
  - Dicksoniaceae
  - Loxsomataceae
  - Metaxyaceae
  - Plagiogyriaceae
  - Thyrsopteridaceae
- Gleicheniales
  - Dipteridaceae
  - Gleicheniaceae
  - Matoniaceae
- Hymenophyllales
  - Hymenophyllaceae
- Osmundales
  - Osmundaceae
- Polypodiales
  - Aspleniaceae
  - Athyriaceae
  - Blechnaceae
  - Cystopteridaceae
  - Davalliaceae
  - Dennstaedtiaceae
  - Desmophlebiaceae
  - Diplaziopsidaceae
  - Dryopteridaceae
  - Hemidictyaceae
  - Hypodematiaceae
  - Lindsaeaceae
  - Lomariopsidaceae
  - Lonchitidaceae
  - Oleandraceae
  - Onocleaceae
  - Polypodiaceae
  - Pteridaceae
  - Rhachidosoridaceae
  - Saccolomataceae
  - Tectariaceae
  - Thelypteridaceae
  - Woodsiaceae
- Salviniales
  - Marsileaceae
  - Salviniaceae
- Schizaeales
  - Anemiaceae
  - Schizaeaceae

## OdjeljakSpermatophyta– sjemenjače

### Gymnospermae– golosjemenjače
- Cycadopsida cikadovnice
  - Cycadales
    - Cycadaceae:  Cycas
    - Zamiaceae:  Bowenia, Ceratozamia, Dioon, Encephalartos, Lepidozamia, Macrozamia, Microcycas, Stangeria, Zamia
- Ginkgoopsida ginkovnice
  - Ginkgoales Gorozh., ginkolike
    - Ginkgoaceae Engl., ginkovke: Ginkgo
- Gnetopsida Thomé gnetovnice
  - Ephedrales kositernicolike
    - Ephedraceae:  Ephedra

  - Gnetales
    - Gnetaceae: Gnetum

  - Welwitschiales
    - Welwitschiaceae: Welwitschia
- Pinopsida borovinice
  - Pinales borolike
  - Araucariaceae
  - Cephalotaxaceae
  - Cupressaceae
  - Pinaceae
  - Podocarpaceae
  - Sciadopityaceae
  - Taxaceae

### Angiospermae– kritosjemenjače
- Liliopsida
  - Acorales
    - Acoraceae: Acorus

  - Alismatales
    - Alismataceae: Albidella, Alisma, Astonia, Baldellia, Burnatia, Butomopsis, Caldesia, Damasonium, Echinodorus, Helanthium, Hydrocleys, Limnocharis, Limnophyton, Luronium, Ranalisma, Sagittaria, Wiesneria
    - Aponogetonaceae: Aponogeton
    - Araceae: Aglaodorum, Aglaonema, Alloschemone, Alocasia, Ambrosina, Amorphophallus, Amydrium, Anadendrum, Anaphyllopsis, Anaphyllum, Anchomanes, Anthurium, Anubias, Apoballis, Aridarum, Ariopsis, Arisaema, Arisarum, Arophyton, Arum, Asterostigma, Bakoa, Biarum, Bognera, Bucephalandra, Caladium, Calla, Callopsis, Carlephyton, Cercestis, Chlorospatha, Colletogyne, Colocasia, Croatiella, Cryptocoryne, Culcasia, Cyrtosperma, Dieffenbachia, Dracontioides, Dracontium, Dracunculus, Eminium, Epipremnum, Filarum, Furtadoa, Gearum, Gonatopus, Gorgonidium, Gymnostachys, Hapaline, Helicodiceros, Hestia, Heteropsis, Holochlamys, Homalomena, Incarum, Jasarum, Lagenandra, Lasia, Lasimorpha, Lemna, Lorenzia, Lysichiton, Mangonia, Monstera, Montrichardia, Nephthytis, Ooia, Orontium, Pedicellarum, Peltandra, Philodendron, Philonotion, Phymatarum, Pichinia, Pinellia, Piptospatha, Pistia, Podolasia, Pothoidium, Pothos, Protarum, Pseudohydrosme, Pycnospatha, Remusatia, Rhaphidophora, Rhodospatha, Sauromatum, Scaphispatha, Schismatoglottis, Schottariella, Scindapsus, Spathantheum, Spathicarpa, Spathiphyllum, Spirodela, Stenospermation, Steudnera, Stylochaeton, Symplocarpus, Synandrospadix, Syngonium, Taccarum, Theriophonum, Typhonium, Typhonodorum, Ulearum, Urospatha, Wolffia, Wolffiella, Xanthosoma, Zamioculcas, Zantedeschia, Zomicarpa, Zomicarpella
    - Butomaceae: Butomus
    - Cymodoceaceae: Amphibolis, Cymodocea, Halodule, Syringodium, Thalassodendron
    - Hydrocharitaceae: Appertiella, Blyxa, Egeria, Elodea, Enhalus, Halophila, Hydrilla, Hydrocharis, Lagarosiphon, Limnobium, Najas, Nechamandra, Ottelia, Stratiotes, Thalassia, Vallisneria
    - Juncaginaceae:  Cycnogeton, Maundia, Tetroncium, Triglochin
    - Posidoniaceae: Posidonia
    - Potamogetonaceae:  Althenia, Groenlandia, Potamogeton, Stuckenia, Zannichellia
    - Ruppiaceae: Ruppia
    - Scheuchzeriaceae: Scheuchzeria
    - Tofieldiaceae:  Harperocallis, Pleea, Tofieldia, Triantha
    - Zosteraceae:  Phyllospadix, Zostera

  - Arecales
    - Arecaceae:  Acanthophoenix, Acoelorrhaphe, Acrocomia, Actinokentia, Actinorhytis, Adonidia, Aiphanes, Allagoptera, Ammandra, Aphandra, Archontophoenix, Areca, Arenga, Asterogyne, Astrocaryum, Attalea, Bactris, Balaka, Barcella, Basselinia, Beccariophoenix, Bentinckia, Bismarckia, Borassodendron, Borassus, Brahea, Brassiophoenix, Burretiokentia, Butia, Butyagrus, Calamus, Calyptrocalyx, Calyptrogyne, Calyptronoma, Carpentaria, Carpoxylon, Caryota, Ceratolobus, Ceroxylon, Chamaedorea, Chamaerops, Chambeyronia, Chelyocarpus, Chuniophoenix, Clinosperma, Clinostigma, Coccothrinax, Cocos, Colpothrinax, Copernicia, Corypha, Cryosophila, Cyphokentia, Cyphophoenix, Cyphosperma, Cyrtostachys, Daemonorops, Deckenia, Desmoncus, Dictyocaryum, Dictyosperma, Dransfieldia, Drymophloeus, Dypsis, Elaeis, Eleiodoxa, Eremospatha, Eugeissona, Euterpe, Gaussia, Geonoma, Guihaia, Hedyscepe, Hemithrinax, Heterospathe, Howea, Hydriastele, Hyophorbe, Hyospathe, Hyphaene, Iguanura, Iriartea, Iriartella, Itaya, Johannesteijsmannia, Juania, Jubaea, Jubaeopsis, Kentiopsis, Kerriodoxa, Korthalsia, Laccospadix, Laccosperma, Lanonia, Latania, Lemurophoenix, Leopoldinia, Lepidocaryum, Lepidorrhachis, Leucothrinax, Licuala, Linospadix, Livistona, Lodoicea, Loxococcus, Lytocaryum, Manicaria, Marojejya, Masoala, Mauritia, Mauritiella, Maxburretia, Medemia, Metroxylon, Myrialepis, Nannorrhops, Nenga, Neonicholsonia, Neoveitchia, Nephrosperma, Normanbya, Nypa, Oenocarpus, Oncocalamus, Oncosperma, Orania, Oraniopsis, Parajubaea, Pelagodoxa, Phoenicophorium, Phoenix, Pholidocarpus, Pholidostachys, Physokentia, Phytelephas, Pigafetta, Pinanga, Plectocomia, Plectocomiopsis, Podococcus, Pogonotium, Ponapea, Prestoea, Pritchardia, Pseudophoenix, Ptychococcus, Ptychosperma, Raphia, Ravenea, Reinhardtia, Retispatha, Rhapidophyllum, Rhapis, Rhopaloblaste, Rhopalostylis, Roscheria, Roystonea, Sabal, Salacca, Saribus, Satakentia, Satranala, Schippia, Sclerosperma, Serenoa, Socratea, Solfia, Sommieria, Syagrus, Synechanthus, Tahina, Tectiphiala, Thrinax, Trachycarpus, Trithrinax, Veitchia, Verschaffeltia, Voanioala, Wallichia, Washingtonia, Welfia, Wendlandiella, Wettinia, Wodyetia, Zombia
    - Dasypogonaceae:  Baxteria, Calectasia, Dasypogon, Kingia

  - Asparagales
    - Amaryllidaceae: Acis, Agapanthus, Allium, Amaryllis, Ammocharis, Apodolirion, Beauverdia, Boophone, Brunsvigia, Calicharis, Caliphruria, Calostemma, Castellanoa, Cearanthes, Chlidanthus, Clinanthus, Clivia, Crinum, Crossyne, Cryptostephanus, Cyrtanthus, Eithea, Eucharis, Eucrosia, Eustephia, Galanthus, Gethyllis, Gilliesia, Griffinia, Habranthus, Haemanthus, Hannonia, Hessea, Hieronymiella, Hippeastrum, Hymenocallis, Ismene, Lapiedra, Leptochiton, Leucocoryne, Leucojum, Lycoris, Mathieua, Miersia, Myobranthus, Namaquanula, Narcissus, Nerine, Nothoscordum, Pamianthe, Pancratium, Paramongaia, Phaedranassa, Phycella, Placea, Plagiolirion, Proiphys, Prototulbaghia, Pyrolirion, Rauhia, Rhodophiala, Scadoxus, Solaria, Speea, Sprekelia, Stenomesson, Sternbergia, Strumaria, Tocantinia, Traubia, Trichlora, Tristagma, Tulbaghia, Ungernia, Urceocharis, Urceolina, Vagaria, Worsleya, Zephyranthes
    - Asparagaceae: Acanthocarpus, Agave, Albuca, Alrawia, Androstephium, Anemarrhena, Anthericum, Aphyllanthes, Arthropodium, Asparagus, Aspidistra, Barnardia, Beaucarnea, Behnia, Bellevalia, Beschorneria, Bessera, Bloomeria, Bowiea, Brimeura, Brodiaea, Calibanus, Camassia, Chamaescilla, Chamaexeros, Chlorogalum, Chlorophytum, Clara, Comospermum, Convallaria, Cordyline, Danae, Dandya, Dasylirion, Daubenya, Diamena, Dichelostemma, Dichopogon, Diora, Dipcadi, Disporopsis, Diuranthera, Dracaena, Drimia, Drimiopsis, Echeandia, Eremocrinum, Eriospermum, Eucomis, Eustrephus, Fessia, Furcraea, Fusifilum, Hagenbachia, Hastingsia, Hemiphylacus, Herreria, Herreriopsis, Hesperaloe, Hesperocallis, Hesperoyucca, Heteropolygonatum, Hosta, Hyacinthella, Hyacinthoides, Hyacinthus, Jaimehintonia, Lachenalia, Laxmannia, Ledebouria, Leopoldia, Leucocrinum, Liriope, Lomandra, Maianthemum, Manfreda, Massonia, Merwilla, Milla, Muilla, Murchisonia, Muscari, Namophila, Nolina, Ophiopogon, Ornithogalum, Oziroe, Paradisea, Peliosanthes, Petronymphe, Polianthes, Polygonatum, Prospero, Pseudogaltonia, Pseudomuscari, Pseudoprospero, Puschkinia, Reineckea, Resnova, Rohdea, Romnalda, Ruscus, Sansevieria, Schizocarphus, Schoenolirion, Scilla, Semele, Sowerbaea, Speirantha, Spetaea, Theropogon, Thysanotus, Trichopetalum, Trihesperus, Triteleia, Triteleiopsis, Tupistra, Veltheimia, Xerolirion, Yucca, Zagrosia
    - Asteliaceae:  Astelia, Collospermum, Milligania, Neoastelia
    - Blandfordiaceae: Blandfordia
    - Boryaceae:  Alania, Borya
    - Doryanthaceae: Doryanthes
    - Hypoxidaceae: Curculigo, Empodium, Hypoxidia, Hypoxis, Molineria, Pauridia, Rhodohypoxis, Rhodoxis, Saniella, Sinocurculigo, Spiloxene
    - Iridaceae: Alophia, Aristea, Babiana, Bobartia, Calydorea, Chasmanthe, Cipura, Cobana, Crocosmia, Crocus, Cyanixia, Cypella, Devia, Dierama, Dietes, Diplarrena, Duthiastrum, Eleutherine, Ennealophus, Ferraria, Freesia, Geissorhiza, Gelasine, Geosiris, Gladiolus, Herbertia, Hesperantha, Hesperoxiphion, Iris, Isophysis, Ixia, Klattia, Lapeirousia, Larentia, Lethia, Libertia, Mastigostyla, Melasphaerula, Micranthus, Moraea, Nemastylis, Neomarica, Nivenia, Olsynium, Orthrosanthus, Patersonia, Phalocallis, Pillansia, Pseudiris, Pseudotrimezia, Radinosiphon, Romulea, Salpingostylis, Savannosiphon, Sessilanthera, Sisyrinchium, Solenomelus, Sparaxis, Syringodea, Tapeinia, Thereianthus, Tigridia, Trimezia, Tritonia, Tritoniopsis, Watsonia, Witsenia, Xenoscapa, Zygotritonia
    - Ixioliriaceae: Ixiolirion
    - Lanariaceae: Lanaria
    - Orchidaceae: Aa, Abdominea, Acampe, Acanthophippium, Acianthera, Acianthus, Acineta, Acriopsis, Acrochaene, Acrolophia, Acrorchis, Adamantinia, Adenochilus, Adenoncos, Adrorhizon, Aenhenrya, Aerangis, Aeranthes, Aerides, Aetheorhyncha, Aganisia, Aglossorrhyncha, Agrostophyllum, Alamania, Alatiliparis, Altensteinia, Ambrella, Amesiella, Amitostigma, Amoana, Anacamptiplatanthera, Anacamptis, Anacamptorchis, Anathallis, Ancistrochilus, Ancistrorhynchus, Andinia, Androcorys, Angraecopsis, Angraecum, Anguloa, Anoectochilus, Ansellia, Anthogonium, Aphyllorchis, Aplectrum, Aporostylis, Apostasia, Appendicula, Aracamunia, Arachnis, Archivea, Arethusa, Armodorum, Arnottia, Arpophyllum, Arthrochilus, Artorima, Arundina, Ascidieria, Ascochilopsis, Ascochilus, Ascoglossum, Ascolabium, Aspasia, Aspidogyne, Aulosepalum, Auxopus, Barbosella, Barkeria, Bartholina, Basiphyllaea, Baskervilla, Batemannia, Beclardia, Beloglottis, Bensteinia, Benthamia, Benzingia, Bhutanthera, Biermannia, Bifrenaria, Bipinnula, Bletia, Bletilla, Bogoria, Bolusiella, Bonatea, Brachionidium, Brachycorythis, Brachypeza, Brachystele, Bracisepalum, Braemia, Brasiliorchis, Brassavola, Brassia, Brassocattleya, Bromheadia, Broughtonia, Brownleea, Bryobium, Buchtienia, Bulbophyllum, Bulleyia, Burnettia, Caladenia, Calanthe, Calassodia, Caleana, Callostylis, Calochilus, Calopogon, Caluera, Calymmanthera, Calypso, Calyptrochilum, Camaridium, Campanulorchis, Campylocentrum, Capanemia, Cardiochilos, Catasetum, Cattleya, Catyclia, Caucaea, Caularthron, Centroglossa, Centrostigma, Cephalanthera, Cephalantheropsis, Cephalopactis, Cephalorchis, Ceratandra, Ceratocentron, Ceratochilus, Ceratostylis, Chamaeanthus, Chamaegastrodia, Chamelophyton, Chamorchis, Changnienia, Chaseella, Chaubardia, Chaubardiella, Chauliodon, Cheiradenia, Cheirostylis, Chelonistele, Chiloglottis, Chilopogon, Chiloschista, Chloraea, Chondrorhyncha, Chondroscaphe, Christensonella, Chroniochilus, Chrysoglossum, Chysis, Chytroglossa, Cirrhaea, Cischweinfia, Claderia, Cladobium, Cleisocentron, Cleisomeria, Cleisostoma, Cleisostomopsis, Cleistes, Cleistesiopsis, Clematepistephium, Clowesia, Coccineorchis, Cochleanthes, Codonorchis, Coelia, Coeliopsis, Coelogyne, Coilochilus, Collabium, Comparettia, Conchidium, Constantia, Cooktownia, Corallorhiza, Cordiglottis, Coryanthes, Corybas, Corycium, Corymborkis, Cottonia, Cotylolabium, Cranichis, Cremastra, Crepidium, Cribbia, Crossoglossa, Cryptarrhena, Cryptocentrum, Cryptochilus, Cryptopus, Cryptopylos, Cryptostylis, Cuitlauzina, Cyanaeorchis, Cyanicula, Cyanthera, Cybebus, Cyclopogon, Cycnoches, Cymbidiella, Cymbidium, Cynorkis, Cyphochilus, Cypholoron, Cypripedium, Cyrtidiorchis, Cyrtochiloides, Cyrtochilum, Cyrtopodium, Cyrtorchis, Cyrtosia, Cyrtostylis, Cystorchis, Dactylanthera, Dactylocamptis, Dactylodenia, Dactylorhiza, Dactylostalix, Daiotyla, Danhatchia, Deceptor, Degranvillea, Deiregyne, Dendrobium, Dendrochilum, Dendrophylax, Devogelia, Diaphananthe, Diceratostele, Dichaea, Dichromanthus, Dickasonia, Didymoplexiella, Didymoplexiopsis, Didymoplexis, Dienia, Diglyphosa, Dilochia, Dilochiopsis, Dilomilis, Dimerandra, Dimorphorchis, Dinema, Dinklageella, Diodonopsis, Diplocentrum, Diplomeris, Diploprora, Dipodium, Disa, Discyphus, Disperis, Distylodon, Dithrix, Diuris, Domingoa, Dossinia, Dracomonticola, Draconanthes, Dracula, Drakaea, Dresslerella, Dressleria, Dryadella, Dryadorchis, Drymoanthus, Drymoda, Duckeella, Dunstervillea, Dyakia, Earina, Echinorhyncha, Echinosepala, Eclecticus, Eggelingia, Eleorchis, Elleanthus, Eloyella, Eltroplectris, Elythranthera, Embreea, Encyclia, Entomophobia, Ephippianthus, Epiblastus, Epiblema, Epidendrum, Epipactis, Epipogium, Epistephium, Erasanthe, Eria, Eriaxis, Ericksonella, Eriochilus, Eriodes, Eriopsis, Erycina, Erythrodes, Erythrorchis, Esmeralda, Eulophia, Eulophiella, Euryblema, Eurycentrum, Eurychone, Eurystyles, Evotella, Fernandezia, Frigidorchis, Frondaria, Fuertesiella, Funkiella, Galeandra, Galearis, Galeoglossum, Galeola, Galeottia, Galeottiella, Gastrochilus, Gastrodia, Gastrorchis, Gavilea, Geesinkorchis, Gennaria, Genoplesium, Genyorchis, Geodorum, Glomera, Glossodia, Gomesa, Gomphichis, Gonatostylis, Gongora, Goodyera, Govenia, Grammangis, Grammatophyllum, Grandiphyllum, Graphorkis, Grobya, Grosourdya, Guanchezia, Guarianthe, Gunnarella, Gymnadenia, Gymnanacamptis, Gymnotraunsteinera, Gymplatanthera, Gynoglottis, Habenaria, Hagsatera, Halleorchis, Hammarbya, Hancockia, Hapalorchis, Hederorkis, Helleriella, Helonoma, Hemipilia, Hemipiliopsis, Herminium, Herpysma, Hetaeria, Heterotaxis, Hexalectris, Himantoglossum, Hintonella, Hippeophyllum, Hoehneella, Hofmeisterella, Holcoglossum, Holothrix, Homalopetalum, Horichia, Horvatia, Houlletia, Huntleya, Huttonaea, Hygrochilus, Hylaeorchis, Hylophila, Hymenorchis, Imerinaea, India, Inti, Ionopsis, Ipsea, Isabelia, Ischnogyne, Isochilus, Isotria, Ixyophora, Jacquiniella, Jejewoodia, Jejosephia, Jumellea, Kalimantanorchis, Kefersteinia, Kegeliella, Kionophyton, Koellensteinia, Kraenzlinella, Kreodanthus, Kuhlhasseltia, Lacaena, Laelia, Laeliocattleya, Lankesterella, Lecanorchis, Lemurella, Lemurorchis, Leochilus, Lepanthes, Lepanthopsis, Lepidogyne, Leporella, Leptoceras, Leptotes, Ligeophila, Limodorum, Liparis, Listrostachys, Lockhartia, Lockia, Loefgrenianthus, Ludisia, Lueckelia, Lueddemannia, Luisia, Lycaste, Lycomormium, Lyperanthus, Lyroglossa, Macodes, Macradenia, Macroclinium, Macropodanthus, Malaxis, Malleola, Manniella, Mapinguari, Margelliantha, Masdevallia, Maxillaria, Maxillariella, Mediocalcar, Megalorchis, Megalotus, Megastylis, Meiracyllium, Mesadenella, Mesadenus, Mexipedium, Microchilus, Microcoelia, Microepidendrum, Micropera, Microsaccus, Microtatorchis, Microthelys, Microtis, Miltonia, Miltonidium, Miltoniopsis, Mobilabium, Monomeria, Monophyllorchis, Mormodes, Mormolyca, Mycaranthes, Myoxanthus, Myrmechis, Myrmecolaelia, Myrmecophila, Myrosmodes, Mystacidium, Nabaluia, Nemaconia, Neobathiea, Neobolusia, Neocogniauxia, Neogardneria, Neogyna, Neolindleya, Neomoorea, Neotinacamptis, Neotinarhiza, Neotinea, Neotinorchis, Neottia, Neottianthe, Nephelaphyllum, Nephrangis, Nervilia, Neuwiedia, Nidema, Nitidobulbon, Nohawilliamsia, Notheria, Nothodoritis, Nothostele, Notylia, Notyliopsis, Oberonia, Oberonioides, Octarrhena, Octomeria, Odisha, Odontochilus, Odontorrhynchus, Oeceoclades, Oeonia, Oeoniella, Oestlundia, Oligophyton, Oliveriana, Omoea, Oncidium, Ophioglossella, Ophrys, Orchidactylorhiza, Orchigymnadenia, Orchimantoglossum, Orchinea, Orchipedum, Orchiplatanthera, Orchis, Oreorchis, Orestias, Orleanesia, Ornithidium, Ornithocephalus, Ornithochilus, Ornithocidium, Orthoceras, Ossiculum, Otochilus, Otoglossum, Otostylis, Oxystophyllum, Pabstia, Pabstiella, Pachites, Pachyplectron, Pachystoma, Palmorchis, Panisea, Paphinia, Paphiopedilum, Papilionanthe, Papillilabium, Papuaea, Paracaleana, Paradisanthus, Paralophia, Paraphalaenopsis, Parapteroceras, Pecteilis, Pedilochilus, Pelatantheria, Pelexia, Penkimia, Pennilabium, Peristeranthus, Peristeria, Peristylus, Pescatoria, Phaius, Phalaenopsis, Pheladenia, Phloeophila, Pholidota, Phragmipedium, Phragmorchis, Phreatia, Phymatidium, Physoceras, Physogyne, Pilophyllum, Pinalia, Pityphyllum, Platanthera, Platycoryne, Platylepis, Platyrhiza, Platystele, Platythelys, Plectorrhiza, Plectrelminthus, Plectrophora, Pleione, Pleurothallis, Pleurothallopsis, Plocoglottis, Poaephyllum, Podangis, Podochilus, Pogonia, Pogoniopsis, Polycycnis, Polyotidium, Polystachya, Pomatocalpa, Ponera, Ponerorchis, Ponthieva, Porolabium, Porpax, Porphyrodesme, Porphyroglottis, Porphyrostachys, Porroglossum, Porrorhachis, Potosia, Praecoxanthus, Prasophyllum, Prescottia, Promenaea, Prosthechea, Pseudadenia, Pseudanthera, Pseuderia, Pseudinium, Pseudocentrum, Pseudogoodyera, Pseudolaelia, Pseudorchis, Pseudorhiza, Pseudovanilla, Psilochilus, Psychilis, Psychopsis, Psytonia, Pterichis, Pteroceras, Pteroglossa, Pterostemma, Pterostylis, Pterygodium, Pygmaeorchis, Pyrorchis, Quechua, Quekettia, Quisqueya, Rangaeris, Rauhiella, Renanthera, Restrepia, Restrepiella, Rhaesteria, Rhetinantha, Rhinerrhiza, Rhinerrhizopsis, Rhipidoglossum, Rhizanthella, Rhomboda, Rhynchogyna, Rhyncholaelia, Rhynchostele, Rhynchostylis, Ridleyella, Rimacola, Risleya, Robiquetia, Rodriguezia, Roeperocharis, Rossioglossum, Rudolfiella, Saccoglossum, Saccolabiopsis, Saccolabium, Sacoila, Samarorchis, Sanderella, Santanderella, Santotomasia, Sarcanthopsis, Sarcochilus, Sarcoglottis, Sarcoglyphis, Sarcophyton, Sarcostoma, Satyrium, Saundersia, Sauroglossum, Sauvetrea, Scaphosepalum, Scaphyglottis, Schiedeella, Schistotylus, Schizochilus, Schlimia, Schoenorchis, Schuitemania, Schunkea, Scuticaria, Sedirea, Sedirisia, Seegeriella, Seidenfadenia, Seidenfadeniella, Selenipedium, Senghasiella, Serapias, Serapicamptis, Serapirhiza, Sertifera, Sievekingia, Silvorchis, Singchia, Sirhookera, Sirindhornia, Skeptrostachys, Smithorchis, Smithsonia, Smitinandia, Sobennikoffia, Sobralia, Solenangis, Solenidium, Solenocentrum, Soterosanthus, Sotoa, Spathoglottis, Specklinia, Sphyrarhynchus, Spiculaea, Spiranthes, Spongiola, Stalkya, Stanhopea, Staurochilus, Stelis, Stenia, Stenoglottis, Stenoptera, Stenorrhynchos, Stenotyla, Stephanothelys, Stereochilus, Stereosandra, Steveniella, Stichorkis, Stigmatodactylus, Stolzia, Suarezia, Sudacaste, Sudamerlycaste, Summerhayesia, Sunipia, Sutrina, Svenkoeltzia, Systeloglossum, Taeniophyllum, Taeniorrhiza, Tainia, Taprobanea, Teagueia, Telipogon, Tetramicra, Teuscheria, Thaia, Theana, Thecopus, Thecostele, Thelasis, Thelymitra, Thelyschista, Thrixspermum, Thulinia, Thunia, Thysanoglossa, Tipularia, Tolumnia, Tomzanonia, Townsonia, Traunsteinera, Trevoria, Trias, Triceratorhynchus, Trichocentrum, Trichoceros, Trichoglottis, Trichopilia, Trichosalpinx, Trichotosia, Tridactyle, Trigonidium, Triphora, Trisetella, Trizeuxis, Tropidia, Tuberolabium, Tylostigma, Uleiorchis, Uncifera, Vanda, Vandopsis, Vanilla, Vargasiella, Vasqueziella, Ventricularia, Veyretella, Veyretia, Vietorchis, Vitekorchis, Vrydagzynea, Waireia, Warczewiczella, Warmingia, Warrea, Warreella, Warreopsis, Wullschlaegelia, Xenikophyton, Xerorchis, Xylobium, Yoania, Ypsilopus, Ypsilorchis, Zelenkoa, Zeuxine, Zeuxinella, Zootrophion, Zygopetalum, Zygosepalum, Zygostates
    - Tecophilaeaceae: Conanthera, Cyanastrum, Cyanella, Eremiolirion, Kabuyea, Odontostomum, Tecophilaea, Walleria, Zephyra
    - Xanthorrhoeaceae:  Agrostocrinum, Aloe, Arnocrinum, Asphodeline, Asphodelus, Astroloba, Astroworthia, Bulbine, Bulbinella, Caesia, Chortolirion, Corynotheca, Dianella, Eremurus, Excremis, Gasteria, Geitonoplesium, Haworthia, Hemerocallis, Hensmania, Herpolirion, Hodgsoniola, Jodrellia, Johnsonia, Kniphofia, Pasithea, Phormium, Simethis, Stawellia, Stypandra, Thelionema, Trachyandra, Tricoryne, Xanthorrhoea
    - Xeronemataceae: Xeronema

  - Commelinales
    - Commelinaceae: Aetheolirion, Amischotolype, Aneilema, Anthericopsis, Belosynapsis, Buforrestia, Callisia, Cartonema, Cochliostema, Coleotrype, Commelina, Cyanotis, Dichorisandra, Dictyospermum, Elasis, Floscopa, Geogenanthus, Gibasis, Gibasoides, Matudanthus, Murdannia, Palisota, Plowmanianthus, Pollia, Polyspatha, Porandra, Pseudoparis, Rhopalephora, Sauvallea, Siderasis, Spatholirion, Stanfieldiella, Streptolirion, Tapheocarpa, Thyrsanthemum, Tinantia, Tradescantia, Tricarpelema, Triceratella, Tripogandra, Weldenia
    - Haemodoraceae: Anigozanthos, Barberetta, Blancoa, Conostylis, Dilatris, Haemodorum, Lachnanthes, Macropidia, Phlebocarya, Pyrrorhiza, Schiekia, Tribonanthes, Wachendorfia, Xiphidium
    - Hanguanaceae: Hanguana
    - Philydraceae: Helmholtzia, Philydrella, Philydrum
    - Pontederiaceae: Eichhornia, Heteranthera, Hydrothrix, Monochoria, Pontederia, Scholleropsis

  - Dioscoreales
    - Burmanniaceae: Afrothismia, Apteria, Burmannia, Campylosiphon, Cymbocarpa, Dictyostega, Geomitra, Gymnosiphon, Haplothismia, Hexapterella, Marthella, Miersiella, Oxygyne, Scaphiophora, Thismia, Tiputinia
    - Dioscoreaceae: Dioscorea, Rajania, Stenomeris, Trichopus
    - Nartheciaceae: Aletris, Lophiola, Metanarthecium, Narthecium, Nietneria
    - Taccaceae: Tacca

  - Liliales
    - Alstroemeriaceae: Alstroemeria, Bomarea, Drymophila, Luzuriaga, Schickendantziella
    - Campynemataceae: Campynema, Campynemanthe
    - Colchicaceae:Baeometra, Burchardia, Camptorrhiza, Colchicum, Disporum, Gloriosa, Hexacyrtis, Iphigenia, Kuntheria, Ornithoglossum, Sandersonia, Schelhammera, Tripladenia, Uvularia, Wurmbea
    - Corsiaceae: Arachnitis, Corsia, Corsiopsis
    - Liliaceae: Amana, Calochortus, Cardiocrinum, Clintonia, Erythronium, Fritillaria, Gagea, Lilium, Medeola, Nomocharis, Notholirion, Prosartes, Scoliopus, Streptopus, Tricyrtis, Tulipa
    - Melanthiaceae: Amianthium, Anticlea, Chamaelirium, Chionographis, Helonias, Heloniopsis, Paris, Pseudotrillium, Schoenocaulon, Stenanthium, Toxicoscordion, Trillium, Veratrum, Xerophyllum, Ypsilandra, Zigadenus
    - Petermanniaceae: Petermannia
    - Philesiaceae: Lapageria, Philesia
    - Ripogonaceae: Ripogonum
    - Smilacaceae: Heterosmilax, Smilax

  - Pandanales
    - Cyclanthaceae: Asplundia, Carludovica, Chorigyne, Cyclanthus, Dianthoveus, Dicranopygium, Evodianthus, Ludovia, Schultesiophytum, Sphaeradenia, Stelestylis, Thoracocarpus
    - Pandanaceae: Freycinetia, Martellidendron, Pandanus, Sararanga
    - Stemonaceae: Croomia, Pentastemona, Stemona, Stichoneuron
    - Triuridaceae: Kihansia, Kupea, Lacandonia, Peltophyllum, Sciaphila, Seychellaria, Soridium, Triuridopsis, Triuris
    - Velloziaceae: Acanthochlamys, Barbacenia, Barbaceniopsis, Nanuza, Vellozia, Xerophyta

  - Petrosaviales
    - Petrosaviaceae: Japonolirion, Petrosavia

  - Poales
    - Anarthriaceae: Anarthria, Hopkinsia, Lyginia
    - Bromeliaceae: Acanthostachys, Aechmea, Ananas, Androlepis, Araeococcus, Ayensua, Billbergia, Brewcaria, Brocchinia, Bromelia, Canistrum, Catopsis, Connellia, Cottendorfia, Cryptanthus, Deuterocohnia, Disteganthus, Dyckia, Eduandrea, Encholirium, Fascicularia, Fernseea, Fosterella, Glomeropitcairnia, Greigia, Guzmania, Hechtia, Hohenbergia, Hohenbergiopsis, Hohenmea, Lapanthus, Lindmania, Lymania, Mezobromelia, Navia, Neoglaziovia, Neoregelia, Nidularium, Niduregelia, Ochagavia, Orthophytum, Pitcairnia, Portea, Puya, Quesnelia, Ronnbergia, Steyerbromelia, Tillandsia, Vriesea
    - Centrolepidaceae: Aphelia, Centrolepis, Gaimardia
    - Cyperaceae: Actinoschoenus, Actinoscirpus, Afrotrilepis, Amphiscirpus, Androtrichum, Arthrostylis, Ascolepis, Becquerelia, Bisboeckelera, Blysmus, Bolboschoenoplectus, Bolboschoenus, Bulbostylis, Calyptrocarya, Capeobolus, Capitularina, Carex, Carpha, Caustis, Cephalocarpus, Chorizandra, Chrysitrix, Cladium, Coleochloa, Costularia, Crosslandia, Cyathochaeta, Cyathocoma, Cymophyllus, Cyperus, Cypringlea, Diplacrum, Diplasia, Dracoscirpoides, Dulichium, Eleocharis, Epischoenus, Eriophorum, Erioscirpus, Evandra, Everardia, Exocarya, Ficinia, Fimbristylis, Fuirena, Gahnia, Gymnoschoenus, Hellmuthia, Hypolytrum, Isolepis, Karinia, Khaosokia, Kobresia, Koyamaea, Kyllinga, Lagenocarpus, Lepidosperma, Lepironia, Lipocarpha, Machaerina, Mapania, Mesomelaena, Microdracoides, Morelotia, Neesenbeckia, Nelmesia, Nemum, Neoscirpus, Oreobolopsis, Oreobolus, Paramapania, Phylloscirpus, Pleurostachys, Principina, Pseudoschoenus, Ptilothrix, Pycreus, Reedia, Rhynchocladium, Rhynchospora, Schoenoplectiella, Schoenoplectus, Schoenoxiphium, Schoenus, Scirpodendron, Scirpoides, Scirpus, Scleria, Sumatroscirpus, Tetraria, Trachystylis, Trianoptiles, Trichophorum, Trichoschoenus, Tricostularia, Trilepis, Uncinia, Volkiella, Zameioscirpus
    - Ecdeiocoleaceae: Ecdeiocolea, Georgeantha
    - Eriocaulaceae: Actinocephalus (Plantae)Actinocephalus, Comanthera, Eriocaulon, Lachnocaulon, Leiothrix, Mesanthemum, Paepalanthus, Rondonanthus, Syngonanthus, Tonina
    - Flagellariaceae: Flagellaria
    - Joinvilleaceae: Joinvillea
    - Juncaceae: Distichia, Juncus, Luzula, Marsippospermum, Oxychloe, Patosia, Rostkovia
    - Mayacaceae: Mayaca
    - Poaceae: Achnatherum, Aciachne, Acidosasa, Acostia, Acrachne, Acritochaete, Acroceras, Actinocladum, Aegilops, ×Aegilotriticum, Aegopogon, Aeluropus, Afrotrichloris, Agenium, Agnesia, Agropogon, Agropyron, Agropyropsis, Agrostis, Agrostopoa, Aira, Airopsis, Alexfloydia, Alloeochaete, Allolepis, Alloteropsis, Alopecurus, Altoparadisium, Alvimia, Ammochloa, Ammophila, Ampelocalamus, Ampelodesmos, Amphicarpum, Amphipogon, Anadelphia, Ancistrachne, Ancistragrostis, Andropogon, Andropterum, Anemanthele, Aniselytron, Anisopogon, Anomochloa, Anthaenantia, Anthaenantiopsis, Anthephora, Anthosachne, Anthoxanthum, Antinoria, Apera, Aphanelytrum, Apluda, Apochiton, Apoclada, Apocopis, Arberella, Arctagrostis, Arctodupontia, Arctophila, Aristida, Arrhenatherum, Arthragrostis, Arthraxon, Arthropogon, Arthrostylidium, Arundinaria, Arundinella, Arundo, Arundoclaytonia, Asthenochloa, Astrebla, Athroostachys, Atractantha, Aulonemia, Australopyrum, Austrochloris, Austroderia, Austrofestuca, Austrostipa, Avena, Axonopus, Bambusa, Baptorhachis, Bashania, Beckmannia, Bewsia, Bhidea, Blepharidachne, Blepharoneuron, Bonia, Bothriochloa, Bouteloua, Brachiaria, Brachyachne, Brachychloa, Brachyelytrum, Brachypodium, Briza, Bromofestuca, Bromuniola, Bromus, Brylkinia, Buergersiochloa, Calamagrostis, Calammophila, Calamovilfa, Calderonella, Calyptochloa, Canastra, Capeochloa, Capillipedium, Castellia, Catabrosa, Catalepis, Catapodium, Cathariostachys, Cathestecum, Cenchrus, Centotheca, Centrochloa, Centropodia, Cephalostachyum, Chaetium, Chaetobromus, Chaetopoa, Chaetopogon, Chamaeraphis, Chandrasekharania, Chascolytrum, Chasmanthium, Chasmopodium, Chevalierella, Chikusichloa, Chimaerochloa, Chimonobambusa, Chimonocalamus, Chionachne, Chionochloa, Chloris, Chlorocalymma, Chondrosum, Chrysochloa, Chrysopogon, Chusquea, Cinna, Cladoraphis, Clausospicula, Cleistachne, Cleistochloa, Cleistogenes, Coelachne, Coelachyrum, Coelorachis, Coix, Colanthelia, Coleanthus, Colpodium, Connorochloa, Cornucopiae, Cortaderia, Corynephorus, Cottea, Craspedorhachis, Crinipes, Crithopsis, Crypsis, Cryptochloa, Ctenium, Cutandia, Cyathopus, Cymbopogon, Cynochloris, Cynodon, Cynosurus, Cyperochloa, Cyphochlaena, Cyphonanthus, Cyrtochloa, Cyrtococcum, Dactylis, Dactyloctenium, Daknopholis, Dallwatsonia, Danthonia, Danthoniastrum, Danthonidium, Danthoniopsis, Dasyochloa, Dasypyrum, Davidsea, Decaryella, Decaryochloa, Dendrocalamus, Deschampsia, Desmazeria, Desmostachya, Diandrolyra, Diarrhena, Dichaetaria, Dichanthium, Dichelachne, Didymogonyx, Diectomis, Dielsiochloa, Digitaria, Dignathia, Diheteropogon, Dilophotriche, Dimeria, Dinebra, Dinochloa, Diplachne, Diplopogon, Disakisperma, Dissanthelium, Dissochondrus, Distichlis, Dregeochloa, Drepanostachyum, Dryopoa, Dupoa, Dupontia, Duthiea, Eccoptocarpha, Echinaria, Echinochloa, Echinolaena, Echinopogon, Ectrosia, Ehrharta, Ekmanochloa, Eleusine, Elionurus, Ellisochloa, Elyhordeum, Elyleymus, Elymandra, Elymostachys, Elymus, Elytrophorus, Elytrostachys, Enneapogon, Enteropogon, Entolasia, Entoplocamia, Eragrostiella, Eragrostis, Eremitis, Eremocaulon, Eremochloa, Eremopoa, Eremopyrum, Eriachne, Eriochloa, Eriochrysis, Eriocoma, Erioneuron, Euclasta, Eulalia, Eulaliopsis, Eustachys, Exotheca, Fargesia, Farrago, Ferrocalamus, Festuca, Festucopsis, Festulolium, Festulpia, Filgueirasia, Fingerhuthia, Froesiochloa, Garnotia, Gastridium, Gaudinia, Gelidocalamus, Geochloa, Germainia, Gerritea, Gigantocalamus, Gigantochloa, Gilgiochloa, Glaziophyton, Glyceria, Glyphochloa, Gouinia, Graphephorum, Greslania, Guadua, Guaduella, Gymnopogon, Gynerium, Habrochloa, Hackelochloa, Hainardia, Hainardiopholis, Hakonechloa, Halopyrum, Harpachne, Harpochloa, Helictotrichon, Hemarthria, Hemisorghum, Henrardia, Heterachne, Heteranthelium, Heteranthoecia, Heteropholis, Heteropogon, Hickelia, Hierochloe, Hilaria, Himalayacalamus, Hitchcockella, Holcolemma, Holcus, Holttumochloa, Homolepis, Homopholis, Homozeugos, Hookerochloa, Hopia, Hordelymus, Hordeum, Hubbardia, Hubbardochloa, Humbertochloa, Hyalopoa, Hydrothauma, Hygrochloa, Hygroryza, Hylebates, Hymenachne, Hyparrhenia, Hyperthelia, Hypseochloa, Ichnanthus, Imperata, Indocalamus, Indopoa, Indosasa, Isachne, Ischaemum, Iseilema, Ixophorus, Jansenella, Jouvea, Kampochloa, Kaokochloa, Kengyilia, Kerriochloa, Kinabaluchloa, Koeleria, Koordersiochloa, Lachnagrostis, Lagurus, Lamarckia, Lasiacis, Lasiurus, Lecomtella, Leersia, Leptagrostis, Leptaspis, Leptocarydion, Leptochloa, Leptothrium, Lepturidium, Lepturopetium, Lepturus, Leydeum, Leymostachys, Leymus, Limnas, Limnodea, Limnopoa, Lindbergella, Lintonia, Lithachne, Littledalea, Loliolum, Lolium, Lophacme, Lophatherum, Lopholepis, Lophopogon, Loudetia, Loudetiopsis, Louisiella, Loxodera, Luziola, Lycochloa, Lycurus, Lygeum, Maclurochloa, Maclurolyra, Maltebrunia, Manisuris, Mayariochloa, Megalachne, Megaloprotachne, Megastachya, Melanocenchris, Melica, Melinis, Melocalamus, Melocanna, Merostachys, Merxmuellera, Mesosetum, Metcalfia, Mibora, Micraira, Microcalamus, Microchloa, Micropyropsis, Micropyrum, Microstegium, Milium, Miscanthus, Mnesithea, Mniochloa, Molinia, Monachather, Monelytrum, Monocymbium, Monodia, Mosdenia, Muhlenbergia, Mullerochloa, Munroa, Myriocladus, Myriostachya, Narduroides, Nardus, Nassella, Nastus, Neesiochloa, Nematopoa, Neobouteloua, Neohouzeaua, Neololeba, Neomicrocalamus, Neostapfia, Neostapfiella, Nephelochloa, Neurachne, Neuropoa, Neyraudia, Notochloe, Ochlandra, Ochthochloa, Odyssea, Oligostachyum, Olmeca, Olyra, Ophiochloa, Ophiuros, Oplismenopsis, Oplismenus, Orcuttia, Oreobambos, Oreochloa, Oreopoa, Orinus, Oropetium, Ortachne, Orthoclada, Orthoraphium, Oryza, Oryzidium, Oryzopsis, Otachyrium, Otatea, Ottochloa, Oxychloris, Oxyrhachis, Oxytenanthera, Panicum, Pappophorum, Parabambusa, Paractaenum, Parafestuca, Parahyparrhenia, Paraneurachne, Parapholis, Paratheria, Pariana, Parodiolyra, Parodiophyllochloa, Paspalidium, Paspalum, Pennisetum, Pentameris, Pentapogon, Pereilema, Periballia, Perotis, Perrierbambus, Peyritschia, Phacelurus, Phaenanthoecium, Phaenosperma, Phalaris, Pharus, Pheidochloa, Phippsia, Phleum, Pholiurus, Phragmites, Phuphanochloa, Phyllorachis, Phyllosasa, Phyllostachys, Pinga, Piptatheropsis, Piptatherum, Piptochaetium, Piptophyllum, Piresia, Piresiella, Plagiantha, Plagiosetum, Pleioblastus, Pleuropogon, Plinthanthesis, Poa, Podophorus, Poecilostachys, Pogonachne, Pogonarthria, Pogonatherum, Pogonochloa, Pogononeura, Pohlidium, Polevansia, Polypogon, Polytoca, Polytrias, Pommereulla, Potamophila, Prosphytochloa, Psammagrostis, Psammochloa, Psathyrostachys, Pseudanthistiria, Pseudechinolaena, Pseudobromus, Pseudodanthonia, Pseudodichanthium, Pseudopentameris, Pseudopogonatherum, Pseudoraphis, Pseudosasa, Pseudosorghum, Pseudostachyum, Pseudoxytenanthera, Pseudozoysia, Psilolemma, Psilurus, Ptilagrostis, Puccinellia, Pucciphippsia, Puelia, Racemobambos, Raddia, Raddiella, Ratzeburgia, Rehia, Reimarochloa, Reitzia, Relchela, Reynaudia, Rheochloa, Rhipidocladum, Rhizocephalus, Rhynchoryza, Rhytachne, Richardsiella, Rostraria, Rottboellia, Rytidosperma, Saccharum, Sacciolepis, Sarocalamus, Sartidia, Sasa, Sasaella, Saugetia, Schismus, Schizachne, Schizachyrium, Schizostachyum, Schmidtia, Schoenefeldia, Sclerochloa, Sclerodactylon, Scleropogon, Scolochloa, Scribneria, Scutachne, Secale, Sehima, Semiarundinaria, Sesleria, Setaria, Setariopsis, Shibataea, Silentvalleya, Simplicia, Sinarundinaria, Sinobambusa, Sinocalamus, Sinochasea, Sirochloa, Snowdenia, Soderstromia, Soejatmia, Sohnsia, Sorghastrum, Sorghum, Spartina, Spartochloa, Spathia, Sphaerobambos, Sphaerocaryum, Spheneria, Sphenopholis, Sphenopus, Spinifex, Spodiopogon, Sporobolus, Steinchisma, Steirachne, Stenostachys, Stenotaphrum, Stephanachne, Stereochlaena, Steyermarkochloa, Stipa, Stipagrostis, Stiporyzopsis, Streptochaeta, Streptogyna, Streptolophus, Streptostachys, Styppeiochloa, Sucrea, Suddia, Swallenia, Sylvipoa, Symplectrodia, Taeniatherum, Taeniorhachis, Tarigidia, Tatianyx, Temburongia, Temochloa, Tenaxia, Tetrachaete, Tetrachne, Tetrapogon, Thamnocalamus, Thaumastochloa, Thedachloa, Thelepogon, Themeda, Thinopyrum, Thrasya, Thrasyopsis, Thuarea, Thyridachne, Thyridolepis, Thyrsostachys, Thysanolaena, Toliara, Torreyochloa, Tovarochloa, Trachypogon, Trachys, Tragus, Tribolium, Trichloris, Tricholaena, Trichoneura, Trichopteryx, Tridens, Trilobachne, Triniochloa, Triodia, Triplachne, Triplasis, Triplopogon, Tripogon, Tripsacum, Triraphis, Triscenia, Trisetaria, Trisetokoeleria, Trisetum, Tristachya, Triticale, Triticosecale, Triticum, Trititrigia, Tuctoria, Uniola, Uranthoecium, Urelytrum, Urochlaena, Urochloa, Urochondra, Valiha, Vaseyochloa, Veldkampia, Ventenata, Vietnamocalamus, Vietnamochloa, Vietnamosasa, Viguierella, Vossia, Vulpia, Vulpiella, Walwhalleya, Wangenheimia, Whiteochloa, Willkommia, Xerochloa, Yakirra, Yushania, Yvesia, Zea, Zenkeria, Zeugites, Zingeria, Zizania, Zizaniopsis, Zonotriche, Zoysia, Zygochloa
    - Rapateaceae: Amphiphyllum, Cephalostemon, Duckea, Epidryos, Guacamaya, Kunhardtia, Marahuacaea, Maschalocephalus, Monotrema, Phelpsiella, Potarophytum, Rapatea, Saxo-fridericia, Schoenocephalium, Spathanthus, Stegolepis, Windsorina
    - Restionaceae:  Alexgeorgea, Anthochortus, Apodasmia, Askidiosperma, Baloskion, Calorophus, Cannomois, Catacolea, Ceratocaryum, Chaetanthus, Chordifex, Coleocarya, Cytogonidium, Dapsilanthus, Desmocladus, Dielsia, Elegia, Empodisma, Eurychorda, Harperia, Hydrophilus, Hypodiscus, Hypolaena, Kulinia, Lepidobolus, Leptocarpus, Lepyrodia, Loxocarya, Mastersiella, Meeboldina, Melanostachya, Nevillea, Onychosepalum, Platycaulos, Platychorda, Restio, Rhodocoma, Soroveta, Sporadanthus, Staberoha, Stenotalis, Taraxis, Thamnochortus, Tremulina, Tyrbastes, Willdenowia, Winifredia
    - Thurniaceae:  Prionium, Thurnia
    - Typhaceae: Sparganium, Typha
    - Xyridaceae: Abolboda, Achlyphila, Aratitiyopea, Orectanthe

  - Zingiberales
    - Cannaceae: Canna
    - Costaceae: Chamaecostus, Costus, Dimerocostus, Hellenia, Monocostus, Paracostus, Tapeinochilos
    - Heliconiaceae: Heliconia
    - Lowiaceae: Orchidantha
    - Marantaceae:  Afrocalathea, Calathea, Ctenanthe, Donax, Halopegia, Haumania, Hylaeanthe, Hypselodelphys, Indianthus, Ischnosiphon, Koernickanthe, Maranta, Marantochloa, Megaphrynium, Monophyllanthe, Monotagma, Myrosma, Phrynium, Pleiostachya, Sanblasia, Saranthe, Sarcophrynium, Schumannianthus, Stachyphrynium, Stromanthe, Thalia, Thaumatococcus, Trachyphrynium
    - Musaceae: Ensete, Musa, Musella
    - Strelitziaceae: Phenakospermum, Ravenala, Strelitzia
    - Zingiberaceae: Aframomum, Alpinia, Amomum, Aulotandra, Boesenbergia, Burbidgea, Camptandra, Caulokaempferia, Cautleya, Cornukaempferia, Curcuma, Cyphostigma, Distichochlamys, Elettaria, Elettariopsis, Etlingera, Gagnepainia, Geocharis, Geostachys, Globba, Haniffia, Haplochorema, Hedychium, Hemiorchis, Hitchenia, Hornstedtia, Kaempferia, Kedhalia, Laosanthus, Larsenianthus, Leptosolena, Myxochlamys, Nanochilus, Newmania, Parakaempferia, Plagiostachys, Pleuranthodium, Pommereschea, Renealmia, Rhynchanthus, Riedelia, Roscoea, Scaphochlamys, Siamanthus, Siliquamomum, Siphonochilus, Smithatris, Stadiochilus, Stahlianthus, Tamijia, Vanoverberghia, Zingiber
- Magnoliopsida
  - Amborellales
    - Amborellaceae: Amborella

  - Apiales
    - Apiaceae: Aciphylla, Acronema, Actinolema, Actinotus, Adenosciadium, Aegokeras, Aegopodium, Aethusa, Afroligusticum, Afrosciadium, Afrosison, Agasyllis, Ainsworthia, Alepidea, Aletes, Ammi, Ammodaucus, Ammoides, Ammoselinum, Andriana, Anethum, Angelica, Anginon, Angoseseli, Anisopoda, Anisosciadium, Anisotome, Annesorhiza, Anthriscus, Aphanopleura, Apiastrum, Apiopetalum, Apium, Apodicarpum, Arafoe, Arctopus, Arcuatopterus, Arracacia, Artedia, Asciadium, Asteriscium, Astomaea, Astrantia, Astrodaucus, Astydamia, Athamanta, Atrema, Aulacospermum, Aulospermum, Austropeucedanum, Autumnalia, Azilia, Azorella, Berula, Bifora, Bilacunaria, Billburttia, Bolax, Bonannia, Bowlesia, Brachyscias, Bubon, Bunium, Bupleurum, Cachrys, Calyptrosciadium, Canaria, Cannaboides, Capnophyllum, Carlesia, Caropsis, Carum, Caucalis, Cenolophium, Centella, Cephalopodum, Cervaria, Chaerophyllopsis, Chaerophyllum, Chamaesciadium, Chamaesium, Chamarea, Changium, Chlaenosciadium, Chuanminshen, Chymsydia, Cicuta, Cnidium, Coaxana, Conioselinum, Conium, Conopodium, Coriandrum, Coristospermum, Cortia, Cortiella, Cotopaxia, Coulterophytum, Crithmum, Cryptotaenia, Cuminum, Cyathoselinum, Cyclorhiza, Cyclospermum, Cymbocarpum, Cymopterus, Cynapium, Cynorhiza, Cynosciadium, Dahliaphyllum, Dasispermum, Daucosma, Daucus, Dethawia, Deverra, Dichoropetalum, Dichosciadium, Dickinsia, Dicyclophora, Dimorphosciadium, Diplaspis, Diplolophium, Diplotaenia, Diposis, Domeykoa, Donnellsmithia, Dracosciadium, Drusa, Ducrosia, Dystaenia, Echinophora, Ekimia, Elaeosticta, Eleutherospermum, Enantiophylla, Endressia, Eremocharis, Eremodaucus, Ergocarpon, Erigenia, Eriocycla, Eriosynaphe, Eryngium, Eurytaenia, Exoacantha, Ezosciadium, Falcaria, Fergania, Ferula, Ferulago, Ferulopsis, Foeniculum, Frommia, Froriepia, Fuernrohria, Galagania, Geocaryum, Gingidia,  Glaucosciadium, Glehnia, Glia, Glochidotheca, Gongylosciadium, Gongylotaxis, Grafia, Grammosciadium, Gymnophyton, Halosciastrum, Hansenia, Haplosciadium, Haplosphaera, Harbouria, Harperella, Harrysmithia, Haussknechtia, Hellenocarum, Helosciadium, Heptaptera, Heracleum, Hermas, Heteromorpha, Hippomarathrum, Hladnikia, Hohenackeria, Homalocarpus, Homalosciadium, Horstrissea, Hyalolaena, Hydrocotyle, Hymenidium, Hymenolaena, Imperatoria, Indoschulzia, Itasina, Johrenia, Kadenia, Kafirnigania, Kailashia, Kalakia, Kamelinia, Kandaharia, Karatavia, Karnataka, Kedarnatha, Kelussia, Keraymonia, Kitagawia, Klotzschia, Komarovia, Korshinskya, Kozlovia, Krubera, Kundmannia, Kuramosciadium, Ladyginia, Lagoecia, Lalldhwojia, Laser, Laserpitium, Lecokia, Ledebouriella, Lefebvrea, Leiotulus, Leutea, Levisticum, Libanotis, Lichtensteinia, Lignocarpa, Ligusticopsis, Ligusticum, Lilaeopsis, Limnosciadium, Lipskya, Lisaea, Lithosciadium, Lomatium, Lomatocarpa, Lomatocarum, Mackinlaya, Macroselinum, Magadania, Magydaris, Malabaila, Marlothiella, Mastigosciadium, Mathiasella, Mediasia, Meeboldia, Melanosciadium, Meum, Micropleura, Microsciadium, Modesciadium, Mogoltavia, Molopospermum, Musineon, Mutellina, Myrrhidendron, Myrrhis, Nanobubon, Naufraga, Neogoezia, Neomuretia, Neonelsonia, Neoparrya, Neosciadium, Niphogeton, Nirarathamnos, Normantha, Nothosmyrnium, Notiosciadium, Notobubon, Notopterygium, Oedibasis, Oenanthe, Oligocladus, Oliveria, Opoidia, Opopanax, Opsicarpium, Oreocome, Oreocomopsis, Oreofraga, Oreonana, Oreoschimperella, Oreoselinum, Oreoxis, Orlaya, Ormopterum, Ormosciadium, Ormosolenia, Orogenia, Oschatzia, Osmorhiza, Ostericum, Ottoa, Oxypolis, Pachypleurum, Palimbia, Paraligusticum, Paraselinum, Parasilaus, Pastinaca, Pastinacopsis, Paulita, Pedinopetalum, Pentapeltis, Perideridia, Perissocoeleum, Petagnaea, Petroedmondia, Petroselinum, Peucedanum, Phellolophium, Phlojodicarpus, Phlyctidocarpa, Physospermopsis, Physospermum, Physotrichia, Pilopleura, Pimpinella, Pinda, Platysace, Pleurospermopsis, Pleurospermum, Podistera, Polemannia, Polemanniopsis, Polytaenia, Postiella, Prangos, Prionosciadium, Psammogeton, Pseudocannaboides, Pseudocarum, Pseudopimpinella, Pseudoridolfia, Pseudoselinum, Pseudotrachydium, Pternopetalum, Pterocyclus, Pteroselinum, Pterygopleurum, Pteryxia, Ptilimnium, Ptychotis, Pycnocycla, Pyramidoptera, Registaniella, Rhabdosciadium, Rhodosciadium, Rhopalosciadium, Rhysopterus, Ridolfia, Rivasmartinezia, Rohmooa, Rughidia, Rumia, Rupiphila, Rutheopsis, Sajanella, Sanicula, Saposhnikovia, Scaligeria, Scandia, Scandix, Scaraboides, Schoenolaena, Schoenoselinum, Schrenkia, Schtschurowskia, Schulzia, Sclerochorton, Sclerosciadium, Sclerotiaria, Scrithacola, Selinopsis, Selinum, Semenovia, Seseli, Seselopsis, Shoshonea, Siculosciadium, Silaum, Siler, Sillaphyton, Silphiodaucus, Sinocarum, Sinodielsia, Sinolimprichtia, Sison, Sium, Sivadasania, Smyrniopsis, Smyrnium, Spananthe, Spermolepis, Sphaenolobium, Sphaerosciadium, Sphallerocarpus, Spuriopimpinella, Stefanoffia, Steganotaenia, Stenocoelium, Stenosemis, Stenotaenia, Stewartiella, Stoibrax, Synclinostyles, Synelcosciadium, Szovitsia, Taenidia, Tamamschjanella, Tamamschjania, Tana, Tauschia, Tetrataenium, Thamnosciadium, Thapsia, Thaspium, Thecocarpus, Thysselinum, Tiedemannia, Tilingia, Todaroa, Tommasinia, Tongoloa, Tordyliopsis, Tordylium, Torilis, Trachydium, Trachymene, Trachyspermum, Trepocarpus, Tricholaser, Trigonosciadium, Trinia, Trocdaris, Trochiscanthes, Turgenia, Vanasushava, Vesper, Vicatia, Villarrealia, Visnaga, Vvedenskya, Xanthogalum, Xanthoselinum, Xanthosia, Xatardia, Xyloselinum, Yabea, Zeravschania, Zizia, Zosima
    - Araliaceae: Anakasia, Apiopetalum, Aralia, Astrotricha, Brassaiopsis, Cephalaralia, Cheirodendron, Chengiopanax, Cussonia, Dendropanax, Eleutherococcus, Fatshedera, Fatsia, Gamblea, Harmsiopanax, Hedera, Heteropanax, Kalopanax, Mackinlaya, Macropanax, Merrilliopanax, Meryta, Metapanax, Motherwellia, Neopanax, Oplopanax, Oreopanax, Osmoxylon, Panax, Plerandra, Polyscias, Pseudopanax, Raukaua, Schefflera, Seemannaralia, Sinopanax, Tetrapanax, Trevesia, Woodburnia
    - Griseliniaceae:  Griselinia
    - Myodocarpaceae: Delarbrea, Myodocarpus
    - Pennantiaceae: Pennantia
    - Pittosporaceae: Auranticarpa, Bentleya, Billardiera, Bursaria, Cheiranthera, Hymenosporum, Marianthus, Pittosporum, Pronaya, Rhytidosporum, Xerosollya
    - Torricelliaceae: Aralidium, Melanophylla, Torricellia

  - Aquifoliales
    - Aquifoliaceae: Ilex
    - Cardiopteridaceae: Cardiopteris, Citronella, Dendrobangia, Gonocaryum, Leptaulus, Pseudobotrys
    - Helwingiaceae: Helwingia
    - Phyllonomaceae: Phyllonoma
    - Stemonuraceae: Cantleya, Codiocarpus, Discophora, Gastrolepis, Gomphandra, Grisollea, Hartleya, Irvingbaileya, Lasianthera, Medusanthera, Stemonurus, Whitmorea

  - Asterales:
    - Alseuosmiaceae: Alseuosmia, Crispiloba, Periomphale, Platyspermation, Wittsteinia
    - Argophyllaceae: Argophyllum, Corokia
    - Asteraceae: Aaronsohnia, Abrotanella, Acamptopappus, Acanthocephalus, Acanthocladium, Acanthodesmos, Acanthospermum, Acanthostyles, Achillea, Achnophora, Achnopogon, Achyrachaena, Achyrocline, Achyropappus, Achyrophorus, Acilepidopsis, Acilepis, Acmella, Acomis, Acourtia, Acrisione, Acritopappus, Actinea, Actinella, Actinobole, Actinoseris, Actinospermum, Adelostigma, Adenanthellum, Adenocaulon, Adenocritonia, Adenoglossa, Adenoon, Adenopappus, Adenophyllum, Adenostemma, Adenostyles, Adenothamnus, Adopogon, Aedesia, Aequatorium, Aetheolaena, Aetheorhiza, Ageratella, Ageratina, Ageratinastrum, Ageratum, Agnorhiza, Agoseris, Agrianthus, Ainsliaea, Ajania, Ajaniopsis, Akeassia, Alatoseta, Albertinia, Alboviodoxa, Aldama, Alepidocline, Alfredia, Aliella, Allagopappus, Allardia, Allittia, Alloispermum, Allopterigeron, Almutaster, Alomia, Alomiella, Alvordia, Amauria, Amauriopsis, Ambassa, Amberboa, Amblyocarpum, Amblyolepis, Amblyopappus, Amblysperma, Amboroa, Ambrosia, Ameghinoa, Amellus, Ammobium, Amolinia, Ampelaster, Amphiachyris, Amphidoxa, Amphiglossa, Amphipappus, Amphirhapis, Amphoricarpos, Anacantha, Anacyclus, Anaphalioides, Anaphalis, Anastraphia, Anaxeton, Ancathia, Ancistrocarphus, Anderbergia, Andryala, Anemocarpa, Angeldiazia, Angelphytum, Angianthus, Anisocarpus, Anisochaeta, Anisocoma, Anisopappus, Anisothrix, Antennaria, Anteremanthus, × Anthematricaria, ×Anthemimatricaria, Anthemis, Antheropeas, Antillanthus, Antillia, Antiphiona, Antithrixia, Anura, Anvillea, Apalochlamys, Apargia, Aphanactis, Aphanostephus, Aphyllocladus, Apodocephala, Apogon, Apopyros, Aposeris, Apostates, Aracium, Arbelaezaster, Archibaccharis, Arctanthemum, Arctium, Arctogeron, Arctotheca, Arctotis, Argentipallium, Argyranthemum, × Argyrautia, Argyroglottis, Argyrotegium, Argyroxiphium, Arida, Aristeguietia, Arnaldoa, Arnica, Arnicastrum, Arnoglossum, Arnoseris, Arrhenechthites, Arrojadocharis, Arrowsmithia, Artemisia, Artemisiella, Artemisiopsis, Asanthus, Ascaricida, Ascidiogyne, Askellia, Aspilia, Asplundianthus, Aster, Asteridea, Asteriscium, Asteriscus, Asteropsis, Asterothamnus, Astranthium, Athanasia, Atherotoma, Athrixia, Athroisma, Atractylis, Atractylodes, Atrichantha, Atrichoseris, Aucklandia, Austrobrickellia, Austrocritonia, Austroeupatorium, Austrosynotis, Avellara, Axiniphyllum, Ayapana, Ayapanopsis, Aylacophora, Aynia, Aztecaster, Baccharidastrum, Baccharis, Baccharoides, Badilloa, Baeriopsis, Bafutia, Bahia, Bahianthus, Bahiopsis, Baileya, Bajacalia, Balduina, Balsamorhiza, Baltimora, Barkhausia, Barkleyanthus, Barnadesia, Barroetea, Barrosoa, Bartlettia, Bartlettina, Basedowia, Batopilasia, Bebbia, Bechium, Bedfordia, Bejaranoa, Bellida, Bellidastrum, Bellis, Bellium, Belloa, Benitoa, Berardia, Berkheya, Berlandiera, Berroa, Berylsimpsonia, Bethencourtia, Bidens, Bigelowia, Biotia, Bishopalea, Bishopanthus, Bishopiella, Bishovia, Blainvillea, Blakeanthus, Blakiella, Blanchetia, Blennosperma, Blennospora, Blepharipappus, Blepharispermum, Blepharizonia, Blumea, Blumeopsis, Boeberastrum, Boeberoides, Bolandia, Bolanosa, Bolocephalus, Boltonia, Bombycilaena, Borrichia, Bothriocline, Brachanthemum, Brachionostylum, Brachyactis, Brachyclados, Brachycome, Brachyglottis, Brachylaena, Brachyscome, Brachythrix, Bradburia, Brasilia, Breea, Brenandendron, Brickellia, Brickelliastrum, Brintonia, Brocchia, Bryomorphe, Bulbostylis, Buphthalmum, Burkartia, Caatinganthus, Cabobanthus, Cabreriella, Cacalia, Cacaliopsis, Cacosmia, Cadiscus, Caesulia, Calais, Calanticaria, Calcitrapa, Calea, Calendula, Calimeris, Callicephalus, Callilepis, Callistephus, Calocephalus, Calomeria, Calopappus, Calostephane, Calotesta, Calotis, Calycadenia, Calycoseris, Calyptocarpus, Camchaya, Campovassouria, Camptacra, Campuloclinium, Canadanthus, Cancrinia, Cancriniella, Capelio, Cardopatium, Carduncellus, × Carduocirsium, × Carduogalactites, Carduus, Carlina, Carlquistia, Carminatia, Carpesium, Carphephorus, Carphochaete, Carramboa, Carterothamnus, Carthamus, Cassinia, Castalis, Castanedia, Castrilanthemum, Castroviejoa, Catamixis, Catananche, Catatia, Catolesia, Caucasalia, Cavalcantia, Cavea, Caxamarca, × Celmearia, Celmisia, Centaurea, Centaurodendron, Centauropsis, Centaurothamnus, × Centauserratula, Centipeda, Centrapalus, Centratherum, Centromadia, Cephalipterum, Cephalopappus, Cephalophora, Cephalorrhynchus, Cephalosorus, Ceratogyne, Ceruana, Chacoa, Chaenactis, Chaetadelpha, Chaetanthera, Chaetopappa, Chaetoseris, Chaetymenia, Chamaechaenactis, Chamaegeron, Chamaeleon, Chamaemelum, Chamaepus, Chaptalia, Charadranaetes, Chardinia, Cheirolophus, Chersodoma, Chevreulia, Chihuahuana, Chiliadenus, Chiliocephalum, Chiliophyllum, Chiliotrichiopsis, Chiliotrichum, Chimantaea, Chionolaena, Chionopappus, Chlaenobolus, Chlamydophora, Chlamysperma, Chloracantha, Chondrilla, Chondropyxis, Chorisiva, Chresta, Chromolaena, Chromolepis, Chronopappus, Chrysactinia, Chrysactinium, Chrysanthellum, Chrysanthemoides, Chrysanthemum, Chrysanthoglossum, Chrysocephalum, Chrysocoma, Chrysogonum, Chrysolaena, Chrysoma, Chrysophthalmum, Chrysopsis, Chrysothamnus, Chthonocephalus, Chucoa, Chuquiraga, Cicerbita, Ciceronia, Cichorium, Cineraria, × Cirsiocarduus, Cirsium, Cissampelopsis, Cladanthus, Cladochaeta, Clappia, Clibadium, Cloiselia, Cnicothamnus, Cnicus, Codonocephalum, Coespeletia, Coleocoma, Coleosanthus, Coleostephus, Colobanthera, Cololobus, Columbiadoria, Colymbada, Comaclinium, Comborhiza, Commidendrum, Condylidium, Condylopodium, Conocliniopsis, Conoclinium, Constancea, Conyza, × Conyzigeron, Coreocarpus, Coreopsis, Corethamnium, Corethrogyne, Coronidium, Corymbium, Cosmea, Cosmos, Cota, Cotula, Coulterella, Cousinia, Cousiniopsis, Craspedia, Crassocephalum, Cratystylis, Cremanthodium, Cremnothamnus, × Crepi-Hieracium, Crepidiastrum, Crepidifolium, Crepis, Crinitaria, Criscia, Critonia, Critoniadelphus, Critoniella, Critoniopsis, Crocidium, Cronquistia, Cronquistianthus, Croptilon, Crossostephium, Crossothamnus, Crupina, Cuatrecasanthus, Cuatrecasasiella, Cuchumatanea, Culcitium, Cullumia, Cuniculotinus, Curio, Cuspidia, Cyanthillium, Cyanus, Cyathocline, Cyathomone, Cyclolepis, Cylindrocline, Cymbolaena, Cymbonotus, Cymbopappus, Cymophora, Cynara, Cyrtocymura, Dacryotrichia, Dahlia, Damnamenia, Damnxanthodium, Darwiniothamnus, Dasyandantha, Dasyanthina, Dasycondylus, Dasyphyllum, Dauresia, Daveaua, Decachaeta, Decaneuropsis, Decaneurum, Decastylocarpus, Decazesia, Deinandra, Delairea, Delamerea, Delilia, Delwiensia, Dendranthema, Dendrocacalia, Dendrophorbium, Dendrosenecio, Dendroseris, Dendroviguiera, Desmanthodium, Dewildemania, Diacranthera, Diaperia, Diaphractanthus, Diaspananthus, Dicercoclados, Dicerothamnus, Dichaetophora, Dichrocephala, Dichromochlamys, Dicoma, Dicoria, Dicranocarpus, Dicrocephala, Didelta, Dielitzia, Dieteria, Digitacalia, Dillandia, Dimeresia, Dimerostemma, Dimorphocoma, Dimorphotheca, Dinoseris, Diodontium, Diplactis, Diplazoptilon, Diplostephium, Dipterocome, Dipterocypsela, Disparago, Dissothrix, Distegia, Distephanus, Disynaphia, Dithyrostegia, Dittrichia, Doellia, Doellingeria, Dolichlasium, Dolichoglottis, Dolichorrhiza, Dolichothrix, Dolomiaea, Doniophyton, Dorobaea, Doronicum, Dresslerothamnus, Dubautia, Dubyaea, Dugaldia, Dugesia, Duhaldea, Duidaea, Duseniella, Dymondia, Dyscritogyne, Dyscritothamnus, Dysodiopsis, Dyssodia, Eastwoodia, Eatonella, Echinacea, Echinocoryne, Echinops, Eclipta, Edmondia, Edwartiothamnus, Egletes, Eirmocephala, Eitenia, Ekmania, Ekmaniopappus, Elachanthemum, Elachanthus, Elaphandra, Elekmania, Elephantopus, Eleutheranthera, Ellenbergia, Elytropappus, Emilia, Emiliella, Encelia, Enceliopsis, Endocellion, Endopappus, Engelmannia, Engleria, Enydra, Epallage, Epaltes, Epilasia, Epitriche, Erato, Erechtites, Eremanthus, Eremosis, Eremothamnus, Eriachaenium, Ericameria, Ericentrodea, Erigeron, Eriocephalus, Eriochlamys, Eriophyllum, Eriotrix, Erlangea, Erodiophyllum, Erymophyllum, Eryngiophyllum, Erythradenia, Erythrocephalum, Erythroseris, Eschenbachia, Espejoa, Espeletia, Espeletiopsis, Ethulia, Eucephalus, Euchiton, Eumorphia, Eupatoriastrum, Eupatorina, Eupatoriopsis, Eupatorium, Euphrosyne, Eurybia, Eurydochus, Euryops, Eutetras, Euthamia, Eutrochium, Evacidium, Evax, Ewartia, Exomiocarpon, Faberia, Facelis, Farfugium, Faujasia, Faujasiopsis, Faxonia, Feddea, Feldstonia, Felicia, Fenixia, Ferreyranthus, Ferreyrella, Filago, × Filfia, Filifolium, Fingalia, Fitchia, Fitzwillia, Flaveria, Fleischmannia, Fleischmanniopsis, Florestina, Floscaldasia, Flosmutisia, Flourensia, Flyriella, Formania, Foveolina, Franseria, Freya, Frolovia, Fulcaldea, Gaillardia, Galactites, Galatella, Galeana, Galeomma, Galinsoga, Gamochaeta, Gamochaetopsis, Garberia, Garcibarrigoa, Garcilassa, Gardnerina, Garhadiolus, Garuleum, Gatyona, Gazania, Geigeria, Geissolepis, Gelasia, Geraea, Gerbera, Geropogon, Gibbaria, Gilberta, Gilruthia, Gladiopappus, Glebionis, Glossarion, Glossocardia, Glossogyne, Glossopappus, Glyptopleura, Gnaphalium, Gnephosis, Gnomophalium, Gochnatia, Goldmanella, Gongrostylus, Gongrothamnus, Gongylolepis, Goniocaulon, Gonospermum, Gorceixia, Gorteria, Gossweilera, Goyazianthus, Grangea, Grangeopsis, Grantia, Graphistylis, Gratwickia, Grauanthus, Grazielia, Greenmaniella, Grindelia, Grisebachianthus, Grosvenoria, Guardiola, Guayania, Guevaria, Guizotia, Gundelia, Gundlachia, Gutenbergia, Gutierrezia, Guynesomia, Gymnanthemum, Gymnarrhena, Gymnaster, Gymnocondylus, Gymnocoronis, Gymnodiscus, Gymnolaena, Gymnolomia, Gymnopentzia, Gymnopsis, Gymnosperma, Gymnostephium, Gynoxys, Gynura, Gypothamnium, Gyptidium, Gyptis, Gyrodoma, Haastia, Haeckeria, Haegiela, Hainanecio, Handelia, Haplocarpha, Haplodiscus, Haploesthes, Haplopappus, Haptotrichion, Harleya, Harmonia, Harnackia, Hartwrightia, Hasteola, Hatschbachiella, Hazardia, Hebeclinium, Hecastocleis, Hedosyne, Hedypnois, Helenium, Heliantheae, Helianthella, Helianthus, Helichrysopsis, Helichrysum, Heliocauta, Heliomeris, Heliopsis, Helipterum, Helminthotheca, Helogyne, Hemistepta, Hemisteptia, Hemizonella, Hemizonia, Henricksonia, Heptanthus, Herderia, Herodotia, Herreranthus, Herrickia, Hertia, Hesperevax, Hesperomannia, Heteracia, Heteranthemis, Heterocoma, Heterocondylus, Heterocypsela, Heteroderis, Heterolepis, Heteromera, Heteromma, Heteropappus, Heteroplexis, Heterorhachis, Heterosperma, Heterothalamus, Heterotheca, Hidalgoa, Hieracium, Hilliardia, Hilliardiella, Himalaiella, Hinterhubera, Hippia, Hippolytia, Hirpicium, Hirtellina, Hispidella, Hoehnephytum, Hoffmanniella, Hofmeisteria, Holocarpha, Holocheilus, Hololeion, Hololepis, Holoschkuhria, Holozonia, Homogyne, Homoianthus, Hoorebekia, Hopkirkia, Hoplophyllum, Huarpea, Huberopappus, Hubertia, Hughesia, Hullsia, Hulsea, Hulteniella, Humbertacalia, Humeocline, Hyalea, Hyalis, Hyalochaete, Hyalochlamys, Hyaloseris, Hyalosperma, Hybridella, Hydroidea, Hydropectis, Hymenocephalus, Hymenoclea, Hymenolepis, Hymenonema, Hymenopappus, Hymenostemma, Hymenostephium, Hymenothrix, Hymenoxys, Hyoseris, Hypacanthium, Hypericophyllum, Hypochaeris, Hypochoeris, Hysterionica, Hystrichophora, Ianthopappus, Ichthyothere, Idiopappus, Idiothamnus, Ifloga, Ignurbia, Iltisia, Imeria, Inezia, Inkaliabum, Inula, Inulanthera, Inuleae, Inuloides, Inulopsis, Io, Iocenes, Iodocephalopsis, Iodocephalus, Iogeton, Ionactis, Iostephane, Iotasperma, Iphiona, Iphionopsis, Iranecio, Irwinia, Ischnea, Ismelia, Isocarpha, Isocoma, Isoetopsis, Isostigma, Iva, Ixeridium, Ixeris, Ixiochlamys, Ixiolaena, Ixodia, Jacea, Jacmaia, Jacobaea, Jaegeria, Jalcophila, Jaliscoa, Jamesianthus, Jaramilloa, Jasonia, Jaumea, Jefea, Jeffreya, Jensia, Jessea, Jobaphes, Joseanthus, Jungia, Jurinea, Jurinella, Kalimeris, Karelinia, Karvandarina, Kaschgaria, Kaunia, Kemulariella, Kentrophyllum, Keysseria, Khasianthus, Kinghamia, Kingianthus, Kippistia, Klasea, Kleinia, Koanophyllon, Koehneola, Koelpinia, Kovalevskiella, Koyamacalia, Koyamasia, Krigia, Kuhnia, Kyhosia, Kyrsteniopsis, Lachnophyllum, Lachnorhiza, Lachnospermum, Lacinaria, Lactuca, Laennecia, Laestadia, Lagascea, Lagenocypsela, Lagenophora, Laggera, Lagophylla, Lagoseriopsis, Lagoseris, Lamprachaenium, Lamprocephalus, Lampropappus, Lamyra, Lamyropappus, Lamyropsis, Lancisia, Langebergia, Lantanopsis, Laphamia, Laphangium, Lappa, Lapsana, Lapsanastrum, Lasianthaea, Lasiocephalus, Lasiolaena, Lasiopogon, Lasiospermum, Lasiospora, Lasthenia, Launaea, Lawrencella, Laxmannia, Layia, Lebetina, Lecocarpus, Leibnitzia, Leiboldia, Leighia, Leiocarpa, Lemooria, Leonis, Leontodon, Leontonyx, Leontopodium, Lepicaune, Lepidaploa, Lepidesmia, Lepidolopha, Lepidolopsis, Lepidonia, Lepidophorum, Lepidophyllum, Lepidospartum, Lepidostephium, Leptinella, Leptocarpha, Leptoclinium, Leptopoda, Leptorhynchos, Leptostelma, Leptosyne, Lescaillea, Lessingia, Lessingianthus, Leto, Leucactinia, Leucanthemella, Leucanthemopsis, Leucanthemum, Leucheria, Leuciva, Leucochrysum, Leucogenes, Leucomeris, Leucophyta, Leucoptera, Leucoseris, Leunisia, Leuzea, Leysera, Liabellum, Liabum, Liatris, Libanothamnus, Lidbeckia, Lifago, Ligularia, Ligulariopsis, Limbarda, Lindheimera, Linosyris, Linzia, Lipochaeta, Lipskyella, Litogyne, Litothamnus, Litrisa, Llerasia, Logfia, Lomanthus, Lomatozona, Lonas, Lopholaena, Lophopappus, Lorandersonia, Lordhowea, Lorentea, Lorentzianthus, Loricaria, Lourteigia, Loxothysanus, Lucilia, Luciliocline, Luina, Lulia, Lundellianthus, Lundinia, Lycapsus, Lychnophora, Lychnophoriopsis, Lycoseris, Lygodesmia, Machaeranthera, Macledium, Macowania, Macrachaenium, Macraea, Macropodina, Macvaughiella, Madagaster, Madaria, Madia, Mairia, Malacothrix, Malmeanthus, Malperia, Mantagnaea, Mantisalca, Manyonia, Marasmodes, Marshallia, Marshalljohnstonia, Marticorenia, Matricaria, Mattfeldanthus, Mattfeldia, Matudina, Mauranthemum, Mausolea, Mecomischus, Medranoa, Melampodium, Melanoseris, Melanthera, Merrittia, Mesanthophora, Mesogramma, Mesoneuris, Metalasia, Metastevia, Mexerion, Mexianthus, Micractis, Microbahia, Microcephala, Microchaeta, Microglossa, Microgyne, Microlecane, Microliabum, Micropsis, Micropus, Microseris, Microspermum, Mikania, Mikaniopsis, Milleria, Millina, Millotia, Minasia, Minuria, Miricacalia, Misbrookea, Miyamayomena, Mniodes, Monactis, Monarrhenus, Monencyanthes, Monoculus, Monogereion, Monolopia, Monopholis, Monoptilon, Monosis, Montanoa, Monticalia, Moonia, Moquinia, Morithamnus, Moscharia, Msuata, Mtonia, Mulgedium, Munnozia, Munzothamnus, Muschleria, Musilia, Musteron, Mutisia, Myanmaria, Myopordon, Myriactis, Myriocephalus, Myripnois, Myxopappus, Nabalus, Nablonium, Nananthea, Nannoglottis, Nanothamnus, Nardophyllum, Narvalina, Nassauvia, Nauplius, Neblinaea, Neja, Nemosenecio, Neocabreria, Neocuatrecasia, Neohintonia, Neojeffreya, Neomirandea, Neonesomia, Neopallasia, Neotysonia, Nephrotheca, Nesampelos, Nesomia, Nestlera, Nestotus, Neurolaena, Neurolakis, Nicolasia, Nicolletia, Nidorella, Nikitinia, Nipponanthemum, Nivellea, Nocca, Nolletia, Nordenstamia, Norlindhia, Nothobaccharis, Nothocalais, Noticastrum, Notobasis, Notonia, Notoseris, Nouelia, Novaguinea, Novenia, Novopokrovskia, Oaxacania, Oblivia, Ochrocephala, Oclemena, Odixia, Odontocline, Odontotrichum, Oedera, Oiospermum, Oldenburgia, Oldfeltia, Olearia, Olgaea, Oligactis, Oliganthes, Oligocarpus, Oligochaeta, Oligoneuron, Oligosporus, Oligothrix, Olivaea, Omalotheca, Omphalopappus, Oncosiphon, Ondetia, Onobroma, Onopordum, Onoseris, Oocephala, Oonopsis, Oparanthus, Ophryosporus, Opisthopappus, Oporinia, Orbivestus, Oreochrysum, Oreoleysera, Oreostemma, Oresbia, Oriastrum, Oritrophium, Orochaenactis, Orthopappus, Osbertia, Osmadenia, Osmiopsis, Osmitopsis, Osteospermum, Otanthus, Oteiza, Othake, Othonna, Otopappus, Otospermum, Oxycarpha, Oxylaena, Oxylobus, Oxypappus, Oxyphyllum, Oxytenia, Oyedaea, Ozothamnus, Pachylaena, Pachystegia, Pachythamnus, Packera, Pacourina, Paenula, Palafoxia, Paleaepappus, Pallenis, Pamphalea, Paneroa, Panphalea, Pappobolus, Papuacalia, Paquerina, Paracalia, Parafaujasia, Paragynoxys, Paralychnophora, Paramiflos, Paranephelius, Parantennaria, Parapiqueria, Parapolydora, Paraprenanthes, Parasenecio, Parastrephia, Parasyncalathium, Parthenice, Parthenium, Pasaccardoa, Pascalia, Paurolepis, Pechuel-loeschea, Pectis, Pegolettia, Peltidium, Pelucha, Pembertonia, Pentacalia, Pentachaeta, Pentalepis, Pentanema, Pentatrichia, Pentzia, Perdicium, Perezia, Pericallis, Pericome, Peripleura, Perityle, Perplexia, Perralderia, Pertya, Perymeniopsis, Perymenium, Petalacte, Petasites, Peteravenia, Petradoria, Petrobium, Peucephyllum, Phacellothrix, Phaenocoma, Phaeopappus, Phagnalon, Phalacrachena, Phalacraea, Phalacrocarpum, Phalacroloma, Phalacromesus, 	Phalacroseris, Phaneroglossa, Phanerostylis, Phania, Philactis, Philoglossa, Philyrophyllum, Phitosia, Phoebanthus, Phyllocephalum, Phymaspermum, Picnomon, Picradenia, Picradeniopsis, Picridium, Picris, Picrosia, Picrothamnus, Pilosella, Pilostemon, Pinaropappus, Pinillosia, Piora, Pippenalia, Piptocarpha, Piptocoma, Piptolepis, Piptothrix, Piqueria, Piqueriella, Piqueriopsis, Pithecoseris, Pithocarpa, Pittocaulon, Pityopsis, Plagiobasis, Plagiocheilus, Plagiolophus, Plagius, Planaltoa, Planea, Plateilema, Platycarpha, Platychaete, Platypodanthera, Platyschkuhria, Plazia, Plecostachys, Plectocephalus, Pleiacanthus, Pleiotaxis, Pleocarphus, Pleurocarpaea, Pleurocoronis, Pleuropappus, Pleurophyllum, Pluchea, Podachaenium, Podanthus, Podocoma, Podolepis, Podospermum, Podotheca, Poecilolepis, Pogonolepis, Pojarkovia, Pollalesta, Polyachyrus, Polyanthina, Polyarrhena, Polycalymma, Polychrysum, Polydora, Polymnia, Polytaxis, Porophyllum, Porphyrostemma, Postia, Praxeliopsis, Praxelis, Prenanthella, Prenanthes, Prestelia, Printzia, Prolobus, Prolongoa, Pronacron, Proteopsis, Proustia, Psacaliopsis, Psacalium, Psathyrotes, Psathyrotopsis, Psednotrichia, Psephellus, Pseudelephantopus, Pseudobahia, Pseudoblepharispermum, Pseudobrickellia, Pseudoclappia, Pseudoglossanthis, Pseudognaphalium, Pseudogynoxys, Pseudohandelia, Pseudojacobaea, Pseudokyrsteniopsis, Pseudoligandra, Pseudolinosyris, Pseudonoseris, Pseudopiptocarpha, Pseudostifftia, Pseudoyoungia, Psiadia, Psiadiella, Psila, Psilactis, Psilocarphus, Psilostrophe, Psychrogeton, Ptarmica, Pterachaenia, Pterigeron, Pterocaulon, Pterochaeta, Pterocypsela, Pteronia, Pterotheca, Pterygopappus, Ptiloria, Ptilostemon, Pulicaria, Punduana, Pycnosorus, Pyrethropsis, Pyrethrum, Pyrrhopappus, Pyrrocoma, Quechualia, Quelchia, Quinetia, Quinqueremulus, Rachelia, Radlkoferotoma, Rafinesquia, Raillardella, Railliardia, Rainiera, Raoulia, Raouliopsis, Rastrophyllum, Ratibida, Raulinoreitzia, Rayjacksonia, Reichardia, Relhania, Remya, Rennera, Rensonia, Revealia, Rhagadiolus, Rhamphogyne, Rhanteriopsis, Rhanterium, Rhaponticoides, Rhaponticum, Rhetinocarpha, Rhetinodendron, Rhetinolepis, Rhinactina, Rhinactinidia, Rhodanthe, Rhodanthemum, Rhodogeron, Rhynchopsidium, Rhynchospermum, Rhysolepis, Richterago, Richteria, Ridan, Riencourtia, Rigiopappus, Robinsonecio, Robinsonia, Rochonia, Rodigia, Rohria, Rojasianthe, Rolandra, Roldana, Roodebergia, Rosenia, Rothmaleria, Rudbeckia, Rugelia, Ruilopezia, Rumfordia, Russowia, Rutidosis, Sabazia, Sachsia, Salcedoa, Salmea, Salmeopsis, Santolina, Santosia, Sanvitalia, Sartorina, Sartwellia, Saussurea, Saussuria, Scabrethia, Scalesia, Scariola, Scherya, Schischkinia, Schistocarpha, Schistostephium, Schizogyne, Schizoptera, Schizotrichia, Schkuhria, Schlagintweitia, Schlechtendalia, Schmalhausenia, Schmidtia, Schoenia, Schumeria, Sciadocephala, Sclerocarpus, Sclerolepis, Sclerorhachis, Scolymus, Scorzonera, Scorzoneroides, Scrobicaria, Selleophytum, Selloa, Semiria, Senecillis, Senecio, Senecioneae, Sericocarpus, Seriola, Seriphidium, Seriphium, Serratula, Seruneum, Shafera, Sheareria, Shinnersia, Shinnersoseris, Siapaea, Sideranthus, Siebera, Siemssenia, Sigesbeckia, Siloxerus, Silphium, Silybum, Simsia, Sinacalia, Sinclairia, Sinosenecio, Sipolisia, Smallanthus, Soaresia, Sobreyra, Solanecio, Solenogyne, Solenotheca, Solidago, × Solidaster, Soliva, Sommerfeltia, Sonchella, Sonchus, Sondottia, Soroseris, Soyeria, Spadonia, Spaniopappus, Sphaeranthus, Sphaereupatorium, Sphaeromeria, Sphaeromorphaea, Sphagneticola, Spilanthes, Spiracantha, Spiroseris, Squamopappus, Stachycephalum, Staehelina, Standleyanthus, Staurochlamys, Steiractinia, Steirodiscus, Stemmacantha, Stemmatella, Stemmodontia, Stenachaenium, Stenactis, Stenocarpha, Stenocephalum, Stenocline, Stenopadus, Stenophalium, Stenops, Stenoseris, Stenotus, Stephanbeckia, Stephanochilus, Stephanodoria, Stephanomeria, Stephanopholis, Steptorhamphus, Stevia, Steviopsis, Steyermarkina, Stifftia, Stilpnogyne, Stilpnolepis, Stilpnopappus, Stizolophus, Stobaea, Stoebe, Stokesia, Stomatanthes, Stomatochaeta, Stramentopappus, Streptoglossa, Strobocalyx, Strophopappus, Strotheria, Struchium, Stuartina, Stuckertiella, Stuessya, Stylocline, Stylotrichium, Symphipappus, Symphyllocarpus, Symphyopappus, Symphyotrichum, Syncalathium, Syncarpha, Syncephalum, Syncretocarpus, Synedrella, Synedrellopsis, Syneilesis, Synotis, Syntrichopappus, Synurus, Syreitschikovia, Tafalla, Tagetes, Takhtajaniantha, Talamancalia, Tamania, Tamaulipa, Tanacetopsis, Tanacetum, Taplinia, Taraxacum, Tarchonanthus, Tarlmounia, Tehuana, Teixeiranthus, Telanthophora, Telekia, Telmatophila, Tenrhynea, Tephroseris, Tessaria, Tetracarpum, Tetrachyron, Tetradymia, Tetragonotheca, Tetramolopium, Tetraneuris, Tetranthus, Tetraperone, Thaminophyllum, Thamnoseris, Thelesperma, Thespidium, Thespis, Thevenotia, Thiseltonia, Thrincia, Thurovia, Thymophylla, Thymopsis, Tiarocarpus, Tibetoseris, Tietkensia, Tilesia, Tithonia, Toiyabea, Tolbonia, Tolpis, Tomentaurum, Tonestus, Tostimontia, Tourneuxia, Townsendia, Trachodes, Tracyina, Tragopogon, Traversia, Trepadonia, Trichanthemis, Trichanthodium, Trichocline, Trichocoronis, Trichocoryne, Trichogonia, Trichogoniopsis, Trichogyne, Tricholepis, Trichoptilium, Trichospira, Tridactylina, Tridax, Trigonopterum, Trigonospermum, Trilisa, Triniteurybia, Trioncinia, Tripleurospermum, Triplocephalum, Triplotaxis, Tripolium, Tripteris, Triptilion, Triptilium, Triptilodiscus, Trixis, Troglophyton, Troximon, Tuberculocarpus, Tuberostylis, Tugarinovia, Turaniphytum, Turczaninowia, Tussilago, Tuxtla, Tyleropappus, Tyrimnus, Tzvelevopyrethrum, Uechtritzia, Ugamia, Unxia, Urbananthus, Urbanisol, Urbinella, Urmenetea, Urolepis, Uropappus, Urospermum, Ursinia, Varilla, Varthemia, Vasquezia, Vellereophyton, Venegasia, Venidium, Verbesina, Vernonanthura, Vernonella, Vernonia, Vernoniastrum, Vernonieae, Vernoniopsis, Vieraea, Viereckia, Vigethia, Viguiera, Villanova, Villasenoria, Vinicia, Vittadinia, Vittetia, Volutarella, Volutaria, Waitzia, Waldheimia, Wamalchitamia, Wardaster, Warionia, Wedelia, Welwitschiella, Werneria, Westoniella, Wiestia, Wilkesia, Willemetia, Willoughbya, Wollastonia, Wulffia, Wunderlichia, Wyethia, Xanthisma, Xanthium, Xanthocephalum, Xanthopappus, Xenophyllum, Xeranthemum, Xerochrysum, Xerolekia, Xerxes, Xiphochaeta, Xylanthemum, Xylorhiza, Xylothamia, Xylovirgata, Yermo, Youngia, Yunquea, Zaluzania, Zemisia, Zexmenia, Zinnia, Zoegea, Zollikoferia, Zoutpansbergia, Zyrphelis, Zyzyxia.
    - Calyceraceae: Acicarpha, Boopis, Calycera, Gamocarpha, Moschopsis, Nastanthus
    - Campanulaceae: Asyneuma, Adenophora, Azorina, Berenice, Brighamia, Burmeistera, Campanula, Canarina, Centropogon, Clermontia, Codonopsis, Craterocapsa, Cryptocodon, Cyananthus, Cyanea, Cyclocodon, Cylindrocarpa, Cyphia, Cyphocarpus, Delissea, Dialypetalum, Diastatea, Dielsantha, Downingia, Echinocodon, Edraianthus, Favratia, Feeria, × Fockeanthus, Githopsis, Grammatotheca, Gunillaea, Hanabusaya, Hesperocodon, Heterochaenia, Heterocodon, Heterotoma, Himalacodon, Hippobroma, Homocodon, Howellia, Isotoma, Jasione, Legenere, Legousia, Lithotoma, Lobelia, Lysipomia, Merciera, Michauxia, Microcodon, Monopsis, Muehlbergella, Musschia, Namacodon, Nemacladus, Nesocodon, Ostrowskia, Palmerella, Pankycodon, Peracarpa, Petromarula, Physoplexis, Phyteuma, Platycodon, Porterella, Prismatocarpus, Pseudocodon, Pseudonemacladus, Rhigiophyllum, Roella, Ruthiella, Sachokiella, Sclerotheca, Sergia, Siphocampylus, Siphocodon, Solenopsis, Theilera, Theodorovia, Trachelium, Treichelia, Trematolobelia, Triodanis, Unigenes, Wahlenbergia, Wimmeranthus, Wimmerella, Zeugandra.
    - Goodeniaceae: Anthotium, Brunonia, Coopernookia, Dampiera, Diaspasis, Goodenia, Lechenaultia, Pentaptilon, Scaevola, Selliera, Velleia, Verreauxia.
    - Menyanthaceae: Liparophyllum, Menyanthes, Nephrophyllidium, Nymphoides, Ornduffia, Villarsia,
    - Pentaphragmataceae: Pentaphragma.
    - Phellinaceae: Phelline.
    - Rousseaceae: Abrophyllum, Carpodetus, Cuttsia.
    - Stylidiaceae: Donatia, Forstera, Levenhookia, Oreostylidium, Phyllachne, Stylidium.

  - Austrobaileyales:
    - Austrobaileyaceae: Austrobaileya.
    - Schisandraceae: Illicium, Kadsura, Schisandra.
    - Trimeniaceae: Trimenia.

  - Berberidopsidales:
    - Aextoxicaceae: Aextoxicon.
    - Berberidopsidaceae: Berberidopsis; (?) Streptothamnus .

  - Boraginales:
    - Boraginaceae: Actinocarya, Adelinia, Adelocaryum, Aegonychon, Afrotysonia, Alkanna, Amblynotus, Amphibologyne, Amsinckia, Anchusa, Ancistrocarya, Andersonglossum, Anoplocaryum, Antiotrema, Antiphytum, Arnebia, Asperugo, Borago, Bothriospermum, Bourreria, Brachybotrys, Brandella, Brunnera, Buglossoides, Caccinia, Cerinthe, Chionocharis, Choriantha, Codon, Coldenia, Cordia, Craniospermum, Crucicaryum, Cryptantha, Cynoglossopsis, Cynoglossum, Cynoglottis, Cystostemon, Dasynotus, Decalepidanthus, Draperia, Echiochilon, Echiostachys, Echium, Ehretia, Ellisia, Embadium, Emmenanthe, Eremocarya, Eriodictyon,  Eritrichium, Eucrypta, Euploca, Gastrocotyle, Glandora, Greeneocharis, Gyrocaryum, Hackelia, Halacsya, Halgania, Harpagonella, Heliocarya, Heliotropium, Hesperochiron, Heterocaryum, Hoplestigma, Hydrophyllum, Iberodes, Ivanjohnstonia, Ixorhea, Johnstonella, Lappula, Lasiocaryum, Lennoa, Lepechiniella, Lepidocordia, Lindelofia, Lithodora, Lithospermum, Lobostemon, Maharanga, Mairetis, Mattiastrum, Melanortocarya, Memoremea, Mertensia, Microcaryum, Microparacaryum, Microula, Mimophytum, Moltkia, Moltkiopsis, Moritzia, Myosotidium, Myosotis, Myriopus, Nama, Neatostema, Nemophila, Nesocaryum, Nihon, Nogalia, Nonea, Ogastemma, Omphalodes, Omphalolappula, Omphalotrigonotis, Oncaglossum, Onosma, Oreocarya, Paracaryum, Paramoltkia, Pardoglossum, Pectocarya, Pentaglottis, Phacelia, Pholisma, Pholistoma, Plagiobothrys, Podonosma, Pontechium, Pulmonaria, Rindera, Rochefortia, Rochelia, Romanzoffia, Rotula, Sauria, Selkirkia, Sinojohnstonia, Solenanthus, Stenosolenium, Stephanocaryum, Suchtelenia, Symphytum, Thaumatocaryon, Thyrocarpus, Tianschaniella, Tiquilia, Tournefortia, Trachelanthus, Trachystemon, Tricardia, Trichodesma, Trigonocaryum, Trigonotis, Turricula, Varronia, Wellstedia, Wigandia.

  - Brassicales:
    - Akaniaceae: Akania, Bretschneidera.
    - Bataceae: Batis.
    - Brassicaceae: Abdra, Acuston, Aethionema, Aimara, Alliaria, Alshehbazia, Alyssoides, Alyssopsis, Alyssum, Ammosperma, Anastatica, Anchonium, Andrzeiowskia, Anelsonia, Anzhengxia, Aphragmus, Aplanodes, Arabidella, Arabidopsis, Arabis, Arcyosperma, Armoracia, Aschersoniodoxa, Asperuginoides, Asta, Atacama, Atelanthera, Athysanus, Aubrieta, Aurinia, Baimashania, Ballantinia, Barbamine, Barbarea, Bengt-jonsellia, Berteroa, Biscutella, Bivonaea, Blennodia, Boechera, Bornmuellera, Borodinia, Borodiniopsis, Botschantzevia, Brachypus, Brassica, Braya, Brayopsis, Bunias, Cakile, Calepina, Calymmatium, Camelina, Capsella, Cardamine, Carinavalva, Carrichtera, Catenulina, Catolobus, Ceratocnemum, Ceriosperma, Chamira, Chartoloma, Chaunanthus, Chilocardamum, Chlorocrambe, Chorispora, Christolea, Chrysochamela, Cithareloma, Clastopus, Clausia, Clypeola, Cochlearia, Coincya, Conringia, Cordylocarpus, Crambe, Crambella, Cremolobus, Crucihimalaya, Cryptospora, Cuphonotus, Cuprella, Cusickiella, Cymatocarpus, Cyphocardamum, Dactylocardamum, Degenia, Delpinophytum, Descurainia, Diceratella, Dichasianthus, Dictyophragmus, Didesmus, Didymophysa, Dielsiocharis, Dilophia, Dimorphocarpa, Diplotaxis, Dipoma, Diptychocarpus, Dithyrea, Dontostemon, Douepea, Draba, Drabastrum, Dryopetalon, Eigia, Enarthrocarpus, Englerocharis, Eremobium, Eremoblastus, Eremophyton, Eruca, Erucaria, Erucastrum, Erysimum, Euclidium, Eudema, Eutrema, Exhalimolobos, Farsetia, Fezia, Fibigia, Foleyola, Fortuynia, Friedrichkarlmeyeria, Galitzkya, Geococcus, Glastaria, Goerkemia, Goldbachia, Gongylis, Graellsia, Guiraoa, Gynophorea, Halimolobos, Harmsiodoxa, Hedinia, Heldreichia, Heliophila, Hemicrambe, Hemilophia, Henophyton, Hesperidanthus, Hesperis, Hirschfeldia, Hollermayera, Hormathophylla, Hornungia, Horwoodia, Hugueninia, Ianhedgea, Iberidella, Iberis, Idahoa, Ihsanalshehbazia, Iodanthus, Ionopsidium, Irania, Irenepharsus, Isatis, Iskandera, Ivania, Kernera, Kremeriella, Lachnocapsa, Lachnoloma, Leavenworthia, Leiospora, Lepidium, Lepidostemon, Lepidotrichum, Leptaleum, Lithodraba, Litwinowia, Lobularia, Lonchophora, Lunaria, Lutzia, Lycocarpus, Lyrocarpa, Machaerophorus, Macropodium, Malcolmia, Mancoa, Marcus-kochia, Maresia, Mathewsia, Matthiola, Megacarpaea, Megadenia, Meniocus, Menkea, Menonvillea, Metashangrilaia, Microlepidium, Microstigma, Microthlaspi, Morettia, Moricandia, Moriera, Morisia, Mostacillastrum, Murbeckiella, Muricaria, Myagrum, Nasturtiopsis, Nasturtium, Neotorularia, Nerisyrenia, Neslia, Neuontobotrys, Nevada, Noccaea, Noccaeopsis, Noccidium, Notoceras, Notothlaspi, Ochthodium, Octoceras, Odontarrhena, Olimarabidopsis, Onuris, Oreoloma, Oreophyton, Ornithocarpa, Orychophragmus, Otocarpus, Pachycladon, Pachymitus, Pachyneurum, Pachyphragma, Parlatoria, Parodiodoxa, Parolinia, Parrya, Peltaria, Peltariopsis, Pennellia, Petrocallis, Petroravenia, Phlebolobium, Phlegmatospermum, Phoenicaulis, Phravenia, Phyllolepidum, Physaria, Physoptychis, Physorhynchus, Planodes, Polyctenium, Polypsecadium, Pringlea, Pseuderucaria, Pseudoarabidopsis, Pseudocamelina, Pseudosempervivum, Pseudoturritis, Pseudovesicaria, Psychine, Pterygostemon, Ptilotrichum, Puccionia, Pugionium, Pycnoplinthus, Quezeliantha, Quidproquo, Raffenaldia, Raphanorhyncha, Raphanus, × Rapistrosymbrium, Rapistrum, Resetnikia, Rhammatophyllum, Rhizobotrya, Ricotia, Robeschia, Romanschulzia, Rorippa, Rudolf-kamelinia, Rytidocarpus, Sandbergia, Sarcodraba, Savignya, Scambopus, Scapiarabis, Schimpera, Schivereckia, Schizopetalon, Schouwia, Schrenkiella, Scoliaxon, Selenia, Sesamoides, Shangrilaia, Shehbazia, Sibara, Sinalliaria, Sinapidendron, Sinapis, Sinoarabis, Sisymbrella, Sisymbriopsis, Sisymbrium, Smelowskia, Sobolewskia, Solms-laubachia, Sphaerocardamum, Spryginia, Stanleya, Stenopetalum, Sterigmostemum, Stevenia, Streptanthus, Streptoloma, Strigosella, Subularia, Succowia, Synstemon, Synthlipsis, Takhtajaniella, Teesdalia, Tetracme, Thelypodiopsis, Thelypodium, Thlaspi, Thysanocarpus, Tomostima, Trachystoma, Trichotolinum, × Trachycnemum, Tropidocarpum, Turritis, Vella, Veselskya, Warea, Weberbauera, Xerodraba, Yinshania, Yosemitea, Zerdana, Zilla, Zuloagocardamum, Zuvanda.
    - Capparaceae: Bachmannia, Beautempsia, Belencita, Boscia, Buchholzia, Cadaba, Capparis, Crateva, Hypselandra, Maerua, Morisonia, Neocalyptrocalyx, Neothorelia, Ritchiea, Thilachium.
    - Caricaceae: Carica, Cylicomorpha, Horovitzia, Jacaratia, Jarilla, Vasconcellea.
    - Cleomaceae: Cleome, Cleomella, Dactylaena.
    - Emblingiaceae: Emblingia.
    - Gyrostemonaceae: Codonocarpus,  Cypselocarpus, Gyrostemon, Tersonia, Walteranthus.
    - Koeberliniaceae: Koeberlinia.
    - Limnanthaceae: Floerkea, Limnanthes.
    - Moringaceae: Moringa
    - Pentadiplandraceae: Pentadiplandra.
    - Resedaceae: Borthwickia, Caylusea,  Forchhammeria,  Ochradenus,  Ochradiscus,  Oligomeris,  Randonia,  Reseda,  Sesamoides,  Stixis,  Tirania.
    - Salvadoraceae: Azima, Dobera, Salvadora.
    - Setchellanthaceae: Setchellanthus.
    - Tovariaceae: Tovaria
    - Tropaeolaceae: Tropaeolum.

  - Bruniales:
    - Bruniaceae: Audouinia, Berzelia, Brunia, Linconia, Staavia, Thamnea.
    - Columelliaceae: Columellia, Desfontainia.

  - Buxales:
    - Buxaceae: Buxus, Didymeles, Haptanthus,Pachysandra, Sarcococca, Styloceras.
    - Didymelaceae: Didymeles ?

  - Canellales:
    - Canellaceae: Canella, Cinnamodendron, Cinnamosma, Pleodendron, Warburgia.
    - Winteraceae: Drimys, Pseudowintera, Takhtajania, Tasmannia, Zygogynum.

  - Caryophyllales:
    - Achatocarpaceae: Achatocarpus, Phaulothamnus.
    - Aizoaceae:
    - Amaranthaceae:
    - Anacampserotaceae:
    - Ancistrocladaceae:
    - Asteropeiaceae:
    - Barbeuiaceae:
    - Basellaceae:
    - Cactaceae:
    - Caryophyllaceae
    - Didiereaceae
    - Dioncophyllaceae
    - Droseraceae
    - Drosophyllaceae
    - Frankeniaceae
    - Gisekiaceae
    - Halophytaceae
    - Kewaceae
    - Limeaceae
    - Lophiocarpaceae
    - Macarthuriaceae
    - Microteaceae
    - Molluginaceae
    - Montiaceae
    - Nepenthaceae
    - Nyctaginaceae
    - Physenaceae
    - Phytolaccaceae
    - Plumbaginaceae
    - Polygonaceae
    - Portulacaceae
    - Rhabdodendraceae
    - Sarcobataceae
    - Simmondsiaceae
    - Stegnospermataceae
    - Talinaceae
    - Tamaricaceae

  - Celastrales
    - Celastraceae
    - Lepidobotryaceae

  - Ceratophyllales
    - Ceratophyllaceae

  - Chloranthales
    - Chloranthaceae

  - Cornales
    - Cornaceae
    - Curtisiaceae
    - Grubbiaceae
    - Hydrangeaceae
    - Hydrostachyaceae
    - Loasaceae

  - Crossosomatales
    - Aphloiaceae
    - Crossosomataceae
    - Geissolomataceae
    - Guamatelaceae
    - Stachyuraceae
    - Staphyleaceae
    - Strasburgeriaceae

  - Cucurbitales
    - Anisophylleaceae
    - Apodanthaceae
    - Begoniaceae
    - Coriariaceae
    - Corynocarpaceae
    - Cucurbitaceae
    - Datiscaceae
    - Tetramelaceae

  - Dilleniales
    - Dilleniaceae

  - Dipsacales
    - Adoxaceae
    - Caprifoliaceae
    - Dipsacaceae
    - Linnaeaceae

  - Ericales
    - Actinidiaceae
    - Balsaminaceae
    - Clethraceae
    - Cyrillaceae
    - Diapensiaceae
    - Ebenaceae
    - Ericaceae
    - Fouquieriaceae
    - Lecythidaceae
    - Marcgraviaceae
    - Mitrastemonaceae
    - Pentaphylacaceae
    - Polemoniaceae
    - Primulaceae
    - Roridulaceae
    - Sapotaceae
    - Sarraceniaceae
    - Sladeniaceae
    - Styracaceae
    - Symplocaceae
    - Tetrameristaceae
    - Theaceae

  - Escalloniales
    - Escalloniaceae

  - Fabales
    - Fabaceae
    - Polygalaceae
    - Quillajaceae
    - Surianaceae

  - Fagales
    - Betulaceae
    - Casuarinaceae
    - Fagaceae
    - Juglandaceae
    - Myricaceae
    - Nothofagaceae
    - Ticodendraceae

  - Garryales
    - Eucommiaceae
    - Garryaceae

  - Gentianales
    - Apocynaceae
    - Gelsemiaceae
    - Gentianaceae
    - Loganiaceae
    - Rubiaceae

  - Geraniales
    - Francoaceae
    - Geraniaceae

  - Gunnerales
    - Gunneraceae
    - Myrothamnaceae

  - Huerteales
    - Dipentodontaceae
    - Gerrardinaceae
    - Petenaeaceae
    - Sarcolaenaceae
    - Tapisciaceae

  - Icacinales
    - Icacinaceae
    - Oncothecaceae

  - Lamiales
    - Acanthaceae
    - Bignoniaceae
    - Byblidaceae
    - Calceolariaceae
    - Carlemanniaceae
    - Gesneriaceae
    - Lamiaceae
    - Lentibulariaceae
    - Linderniaceae
    - Martyniaceae
    - Mazaceae
    - Oleaceae
    - Orobanchaceae
    - Paulowniaceae
    - Pedaliaceae
    - Phrymaceae
    - Plantaginaceae
    - Plocospermataceae
    - Schlegeliaceae
    - Scrophulariaceae
    - Stilbaceae
    - Tetrachondraceae
    - Thomandersiaceae
    - Verbenaceae

  - Laurales
    - Atherospermataceae
    - Calycanthaceae
    - Gomortegaceae
    - Hernandiaceae
    - Lauraceae
    - Monimiaceae
    - Siparunaceae

  - Magnoliales
    - Annonaceae
    - Degeneriaceae
    - Eupomatiaceae
    - Himantandraceae
    - Magnoliaceae
    - Myristicaceae

  - Malpighiales
    - Achariaceae
    - Balanopaceae
    - Bonnetiaceae
    - Calophyllaceae
    - Caryocaraceae
    - Centroplacaceae
    - Chrysobalanaceae
    - Clusiaceae
    - Ctenolophonaceae
    - Dichapetalaceae
    - Elatinaceae
    - Erythroxylaceae
    - Euphorbiaceae
    - Euphroniaceae
    - Goupiaceae
    - Humiriaceae
    - Hypericaceae
    - Irvingiaceae
    - Ixonanthaceae
    - Lacistemataceae
    - Linaceae
    - Lophopyxidaceae
    - Malpighiaceae
    - Ochnaceae
    - Pandaceae
    - Passifloraceae
    - Peraceae
    - Phyllanthaceae
    - Picrodendraceae
    - Podostemaceae
    - Putranjivaceae
    - Quiinaceae
    - Rafflesiaceae
    - Rhizophoraceae
    - Salicaceae
    - Trigoniaceae
    - Violaceae

  - Malvales
    - Bixaceae
    - Cistaceae
    - Cytinaceae
    - Dipterocarpaceae
    - Malvaceae
    - Muntingiaceae
    - Neuradaceae
    - Sphaerosepalaceae
    - Thymelaeaceae

  - Metteniusales
    - Metteniusaceae

  - Myrtales
    - Alzateaceae
    - Combretaceae
    - Crypteroniaceae
    - Lythraceae
    - Melastomataceae
    - Myrtaceae
    - Onagraceae
    - Penaeaceae
    - Vochysiaceae

  - Nymphaeales
    - Cabombaceae
    - Hydatellaceae
    - Nymphaeaceae

  - Oxalidales
    - Brunelliaceae
    - Cephalotaceae
    - Connaraceae
    - Cunoniaceae
    - Elaeocarpaceae
    - Huaceae
    - Oxalidaceae

  - Paracryphiales
    - Paracryphiaceae

  - Picramniales
    - Picramniaceae

  - Piperales
    - Aristolochiaceae
    - Hydnoraceae
    - Piperaceae
    - Saururaceae

  - Proteales
    - Nelumbonaceae
    - Platanaceae
    - Proteaceae
    - Sabiaceae

  - Ranunculales
    - Berberidaceae
    - Circaeasteraceae
    - Eupteleaceae
    - Lardizabalaceae
    - Menispermaceae
    - Papaveraceae
    - Ranunculaceae

  - Rosales
    - Barbeyaceae
    - Cannabaceae
    - Dirachmaceae
    - Elaeagnaceae
    - Moraceae
    - Rhamnaceae
    - Rosaceae
    - Ulmaceae
    - Urticaceae

  - Santalales
    - Balanophoraceae
    - Loranthaceae
    - Misodendraceae
    - Olacaceae
    - Opiliaceae
    - Santalaceae
    - Schoepfiaceae

  - Sapindales
    - Anacardiaceae
    - Biebersteiniaceae
    - Burseraceae
    - Kirkiaceae
    - Meliaceae
    - Nitrariaceae
    - Rutaceae
    - Sapindaceae
    - Simaroubaceae

  - Saxifragales
    - Altingiaceae
    - Aphanopetalaceae
    - Cercidiphyllaceae
    - Crassulaceae
    - Cynomoriaceae
    - Daphniphyllaceae
    - Grossulariaceae
    - Haloragaceae
    - Hamamelidaceae
    - Iteaceae
    - Paeoniaceae
    - Penthoraceae
    - Peridiscaceae
    - Saxifragaceae
    - Tetracarpaeaceae

  - Solanales
    - Convolvulaceae
    - Hydroleaceae
    - Montiniaceae
    - Solanaceae
    - Sphenocleaceae

  - Trochodendrales
    - Trochodendraceae

  - Vahliales
    - Vahliaceae

  - Vitales
    - Vitaceae

  - Zygophyllales
    - Krameriaceae
    - Zygophyllaceae